# リトルワールド
リトルワールドは、愛知県犬山市と岐阜県可児市に跨ぐ、世界の家と暮らしをテーマとした野外民族学博物館。本物の伝統建築物を世界中から買い付けて展示しており、伝統建築物の件数では日本有数である。大半の施設は愛知県にあるが一部の施設（韓国農家、韓国地主の家、山形県月山山麓の家など）は県境を跨いだ岐阜県に位置しており、県境にはそのことを示す看板が設置されている。
大阪府吹田市の万博記念公園内にある国立民族学博物館の建造物館は屋内展示が主体であるのに対し、こちらは屋外展示が主体である。ただし、非常に大規模な屋内展示もある。
リトルワールド側が発表している敷地面積は123万平方メートルで日本のテーマパークでは第2位の敷地面積に相当する（3位は同じ名鉄インプレスが運営する博物館明治村）。
野外美術館ランキング（生活ガイド.com会員10代 - 80代の男女201人を対象に実施した2022年のインターネット調査）では、全国2位にランクインしている。
世界中の様々な動物の肉を味わうことができる「肉フェス」や、開館時間を15時 - 20時と変更しファイヤーショーや花火などを行う「ワールドサマーナイト」などの様々なイベントを毎年開催している。

## 概説
名古屋鉄道が、犬山の観光開発のために出資して、1983年3月18日に開園したもの。
1970年に大阪で開催された日本万国博覧会は当初世界各国民族の伝統的な建造物を集めてくるというコンセプトがあり、万博終了後にそれらを移築する受け皿としてリトルワールド構想が持ち上がった。名古屋鉄道としては博物館明治村と合わせた犬山の観光振興を図る考えから、この土地が用意された。しかし、その後万博のパビリオンは独創的な建造物が作られる方向に転換し、リトルワールドは独自に世界の民家を収集し、日本で最初の民族学博物館を目指していく方針に転換せざるを得なかった。1973年（昭和48年）2月24日に起工式が行われたが、オイルショックや土川元夫の急逝もあり工事は遅延、また、世界中で古民家を買い付け、移築するという作業は容易に進まなかった。屋外展示家屋は1982年度に11棟、1983年度に6棟が完成。本館は1982年（昭和57年）に竣工し、開園となった。リトルワールド構想が持ち上がってから開園まで15年近い時間を要した。
その間、大阪の万博跡地利用の政策として国立民族学博物館が先に開館し、日本最初の民族学博物館とならなかったことから、テーマパーク色を濃くした「人間博物館」というコンセプトを前面に出すようになった。「人間博物館」というキャッチフレーズは、のちに「野外民族博物館」と変更されている。
一部の店舗ではmanacaが使え、更にμstarポイントが加算される。

## 施設について
23ヶ国・33施設が展示及び内部公開されており、入園すると一日で世界一周が体験できるというのが売りものとなっている。施設は現地から移築されたものと復元されたものがあるが、復元の建物の多くは現地の職人の手によるものである。
現地から移築された建物の例
- 石垣島の家 - 1871年頃建築、琉球国士族の家
- インドネシアトバ・バタックの家 - 1947年建築、旧所在地はスマトラ島
- フランスアルザスの家 - 母屋は1582年建築
- 韓国農家 - 1920年頃建築、旧所在地は慶尚北道
- 韓国地主の家 - 1930年建築、旧所在地は慶尚北道
- 山形県月山山麓の家 - 1767年（明和4年）建築、旧所在地は月山沢（現・山形県西村山郡西川町）

## 現状
1990年代以降に新鳥羽水族館（増築）・伊勢戦国時代村・志摩スペイン村等、ハウステンボスが先陣を切った「展示」を中心とした大型テーマパークが三重県伊勢地方に台頭し、2001年のユニバーサル・スタジオ・ジャパン・東京ディズニーシーの開業や海外旅行の浸透などにより行楽の多様化が進んだため、旧態化した都市部のテーマパーク（宝塚ファミリーランド・横浜ドリームランド等々）は、全国区で軒並み入園者が激減する局面に遭遇した。フランスやドイツ、イタリアの家などを次々に増やして、日本人にも海外旅行でなじみの深い国々を前面に出して工夫を重ねている。
しかし、2002年に名鉄は鉄道以外の部門で不採算が拡大し、当期（2003年3月期）の中間決算が上場以来初の無配となる事態が発生。これが契機となり翌2003年1月24日に経営合理化策を発表し、リトルワールドについては、園内施設を保有していた（株）リトルワールド会館の資産を名鉄が買い取り、同社は清算処理（名鉄は簿価との差額の譲受損を計上）され、同年10月よりグループ外への売却を目標に、運営主体を新設子会社の名鉄インプレスへ他のレジャー施設と共に委託し、内海フォレストパーク・日本ライン観光の廃業が同年中に実施された。

それからわずか4日後、急遽収益の改善が見込めないとして、2005年9月の愛・地球博閉幕後を目処にリトルワールドを閉館する旨を朝日新聞がリークして報道がなされたが、愛・地球博により、中京圏の人々に海外文化との触れ合いが見直されたこともあり、再び入園者が増える傾向にある。そのためこれまではサーカス等のイベントが集客対策だったのが、世界の料理（2005年秋季は「世界の肉料理」、2005年から2006年冬季は「世界のスープ」を特集した。）や民族衣装の試着などの、愛・地球博で好評だった分野にも力を入れ始めている。
開業30周年となる2013年3月16日に、15年ぶりの新施設となる「トルコ イスタンブールの街」がオープンした。また、2016年にはリトルワールドの展示手法が放送大学の「博物館展示論」講義で紹介された。同講義はかつてリトルワールドの研究員を務め、その後に愛知県立大学教授を経て放送大学特任教授となった稲村哲也が担当した。
2019年3月9日には「タイエリア」がオープンしている。

## 歴代館長
- 初代：江上波夫（1978年[8]～1998年）
- 2代目：大貫良夫（1998年〜2024年）
- 3代目：稲村哲也（2024年〜）

## 交通アクセス
名鉄犬山線・小牧線・広見線犬山駅東口から岐阜バス 約20分
廃止された名鉄バス路線を2006年12月に同社が引き継いだもの。1時間に2本程度走っている。犬山駅からノンストップで運行される便と、日本モンキーパークを経由する便が存在する。リトルワールド休園日にはノンストップ便が運行されず、日本モンキーパークを経由する便は日本モンキーパーク発着となる。なお、かつては1日1往復だけ途中の今井丸山にも停車していた他、そのさらに前は明治村や西可児駅へ向かう路線も存在した。
名鉄バスセンター・栄オアシス21から東鉄バスによる都市間高速バス西可児〜名古屋線（可児車庫行き）名鉄バスセンターから約1時間。バス停「リトルワールド」下車すぐ、「成沢リトルワールド口」から徒歩約15分。
距離的には名鉄広見線善師野駅が最も近いが、徒歩で50分以上かかるためアクセスは困難。

## ギャラリー

### 主な屋外展示

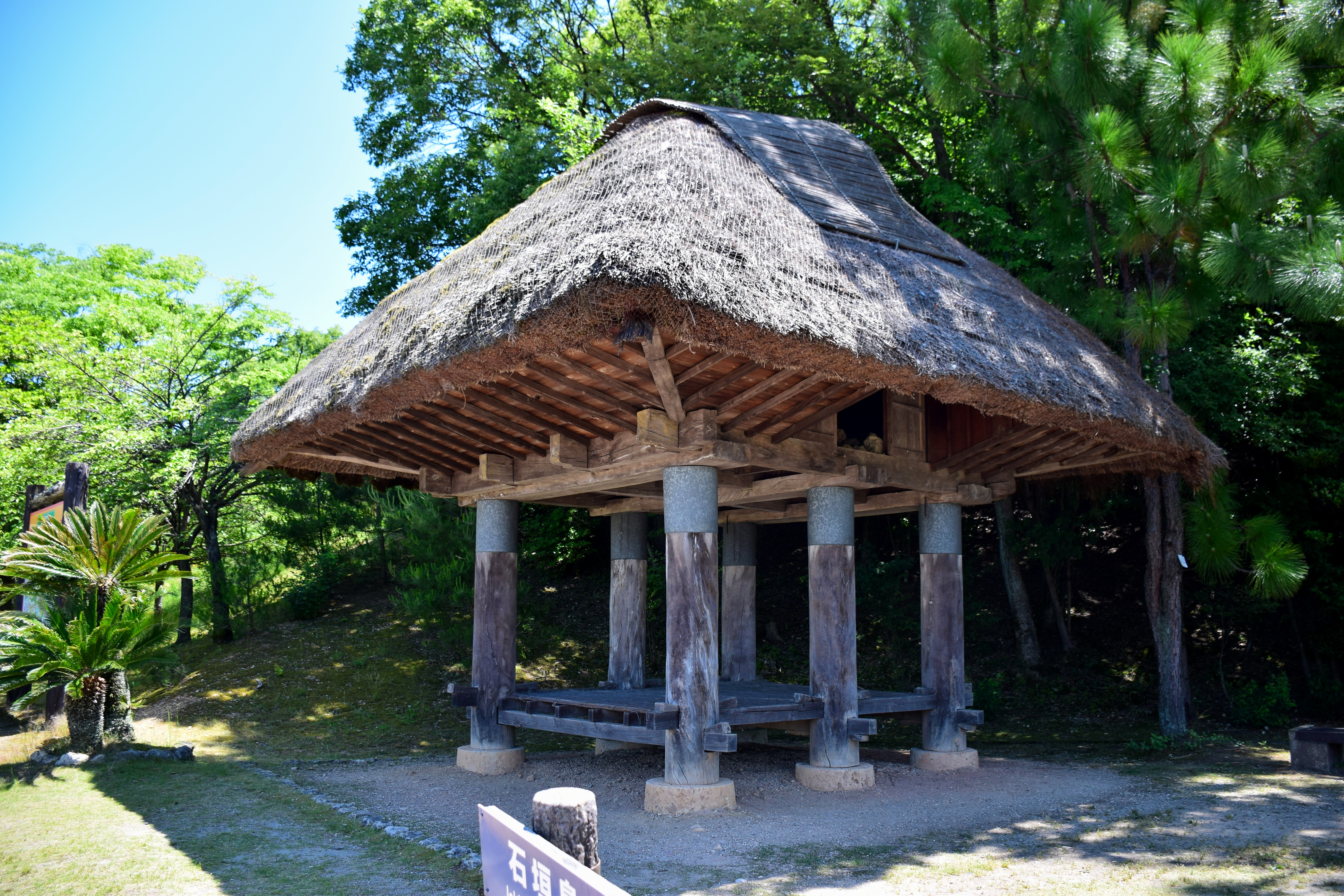
沖永良部島の高倉
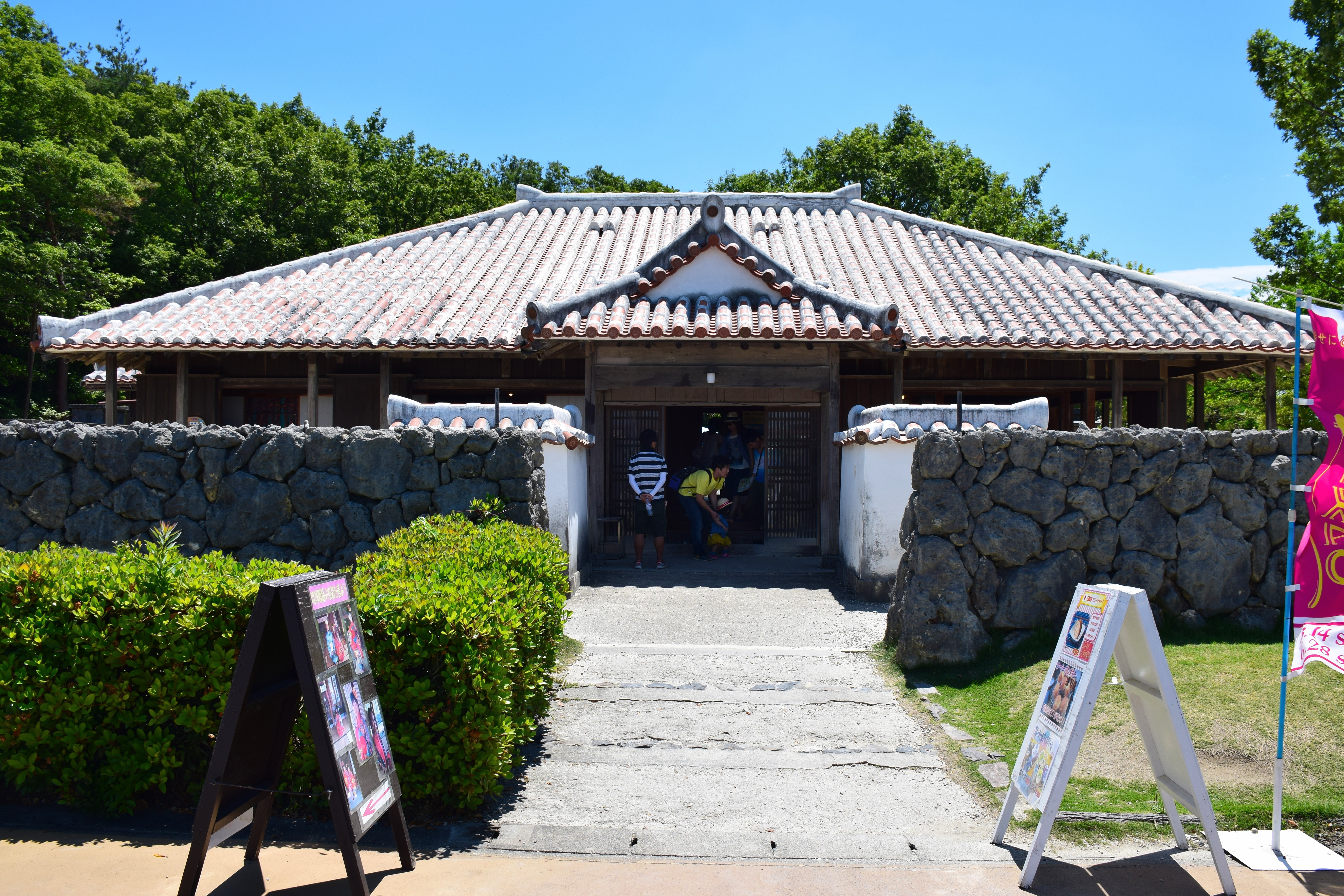
石垣島の家
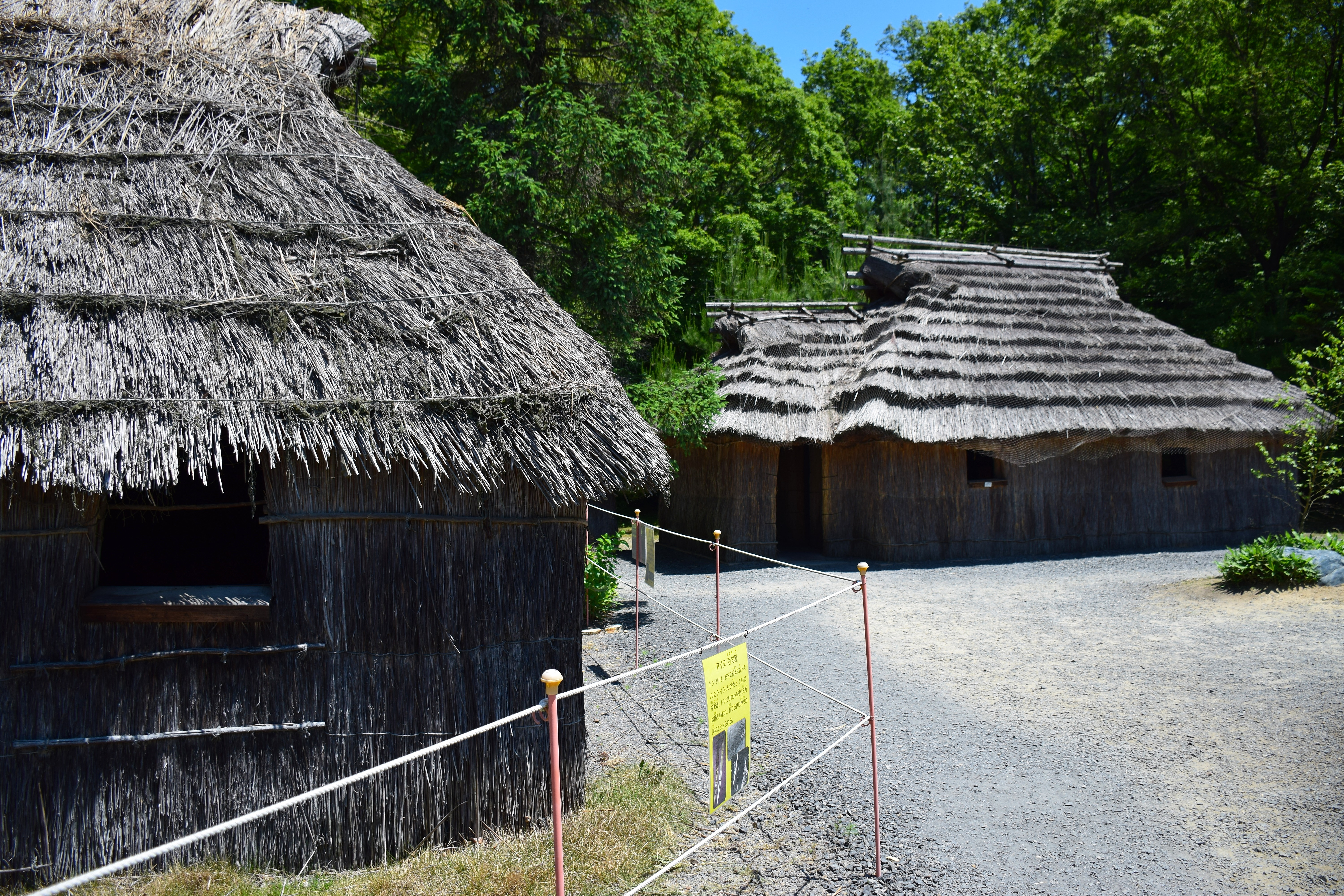
北海道 アイヌの家
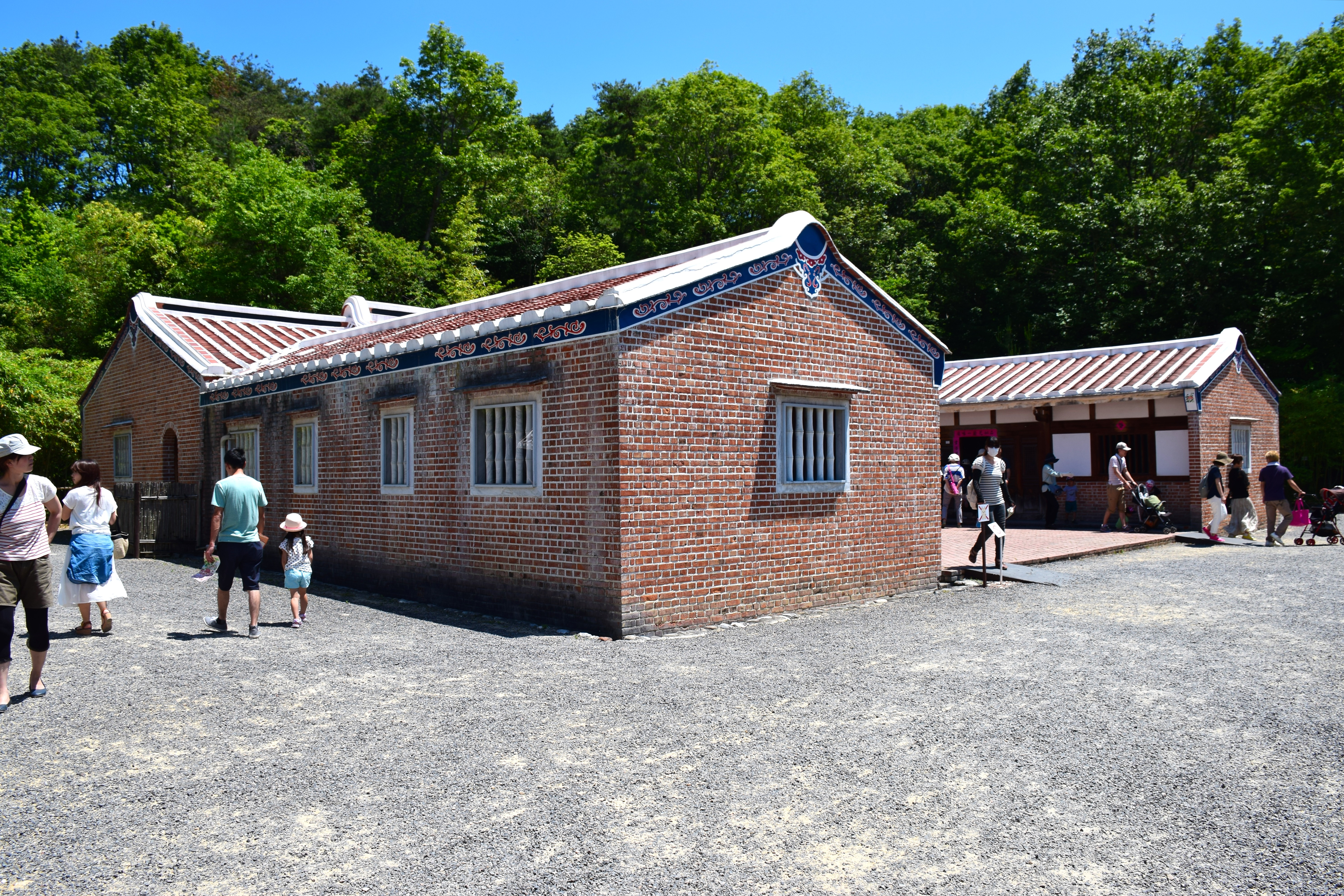
台湾の農家
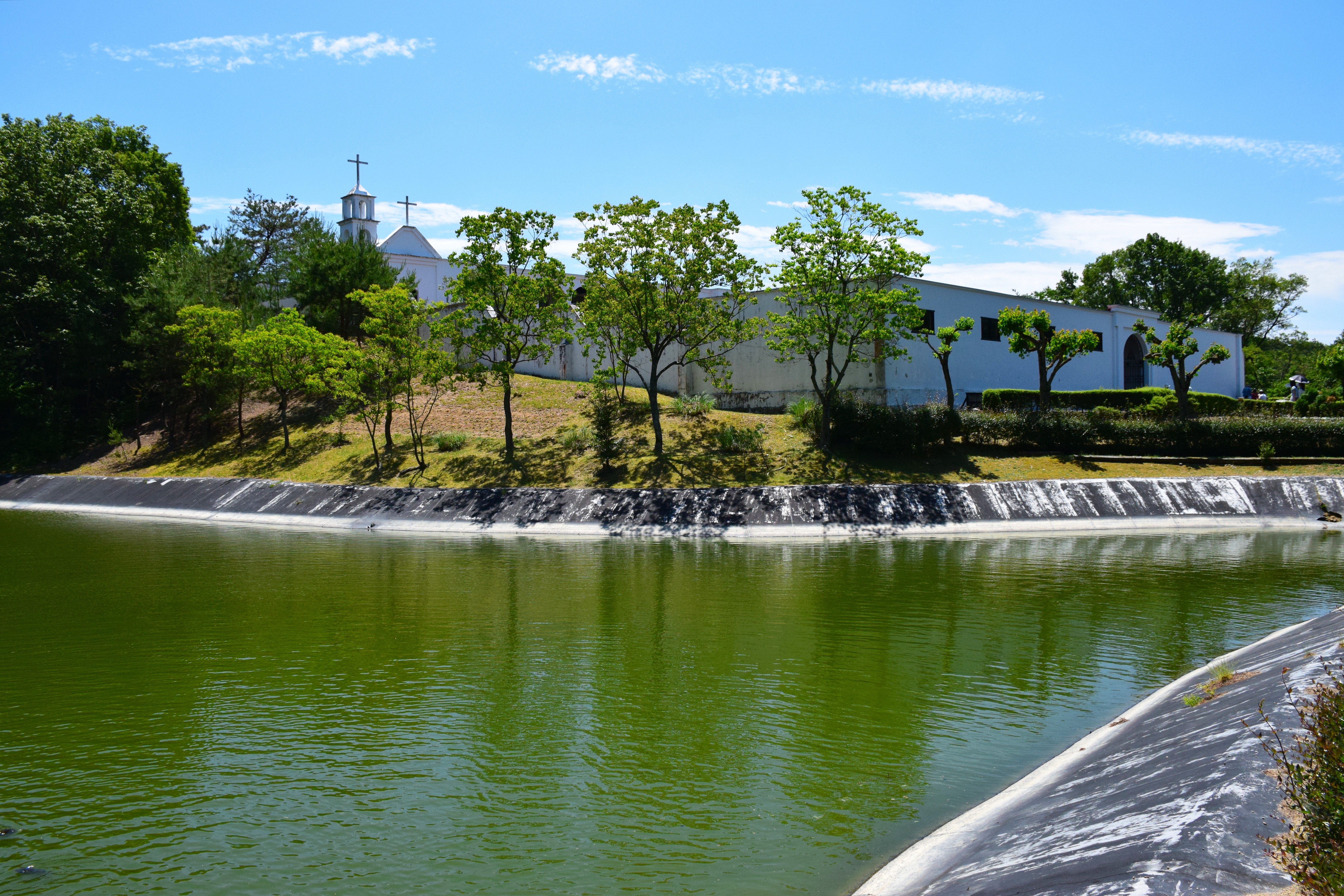
ペルー 大農園領主の家
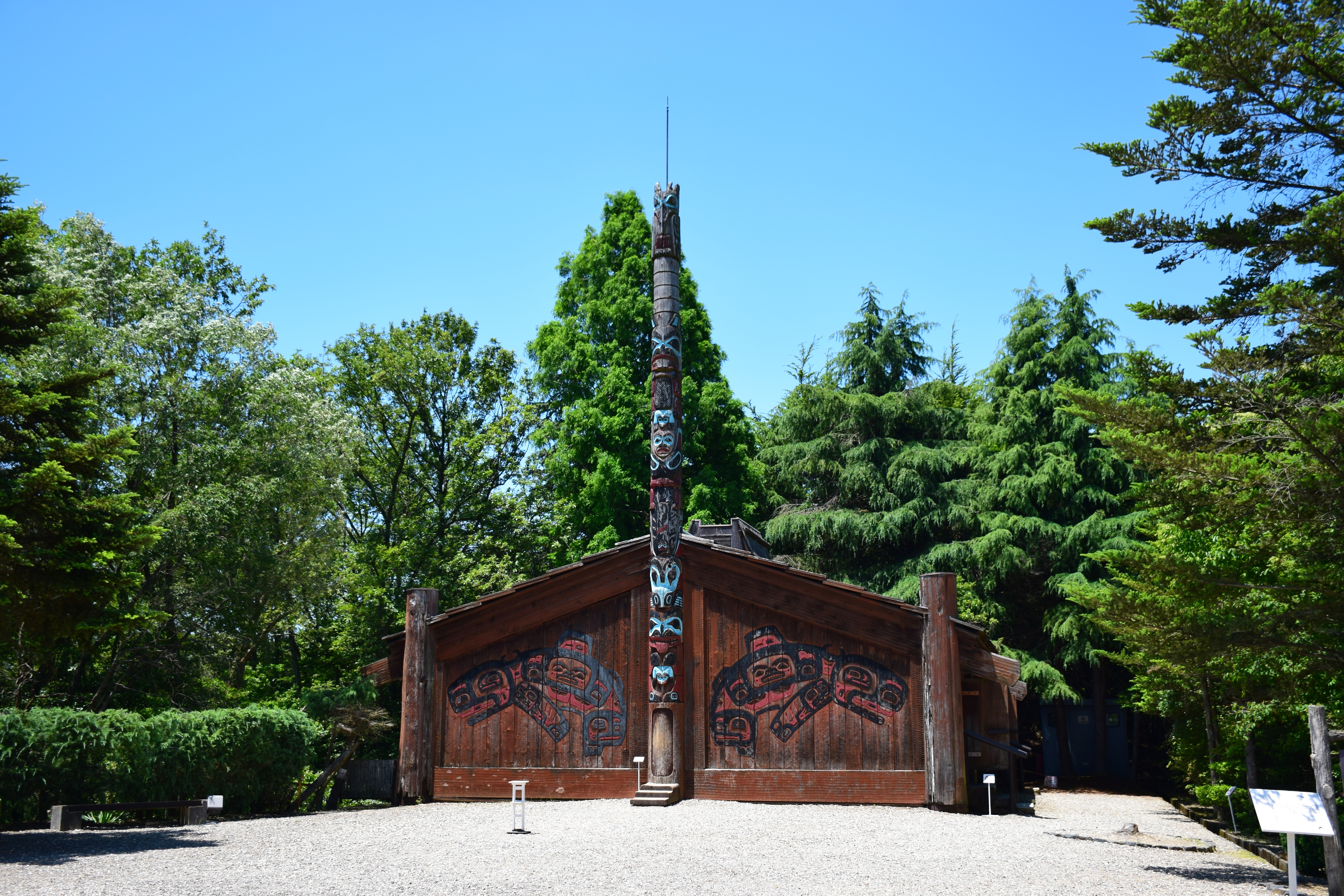
アラスカ トリンギットの家
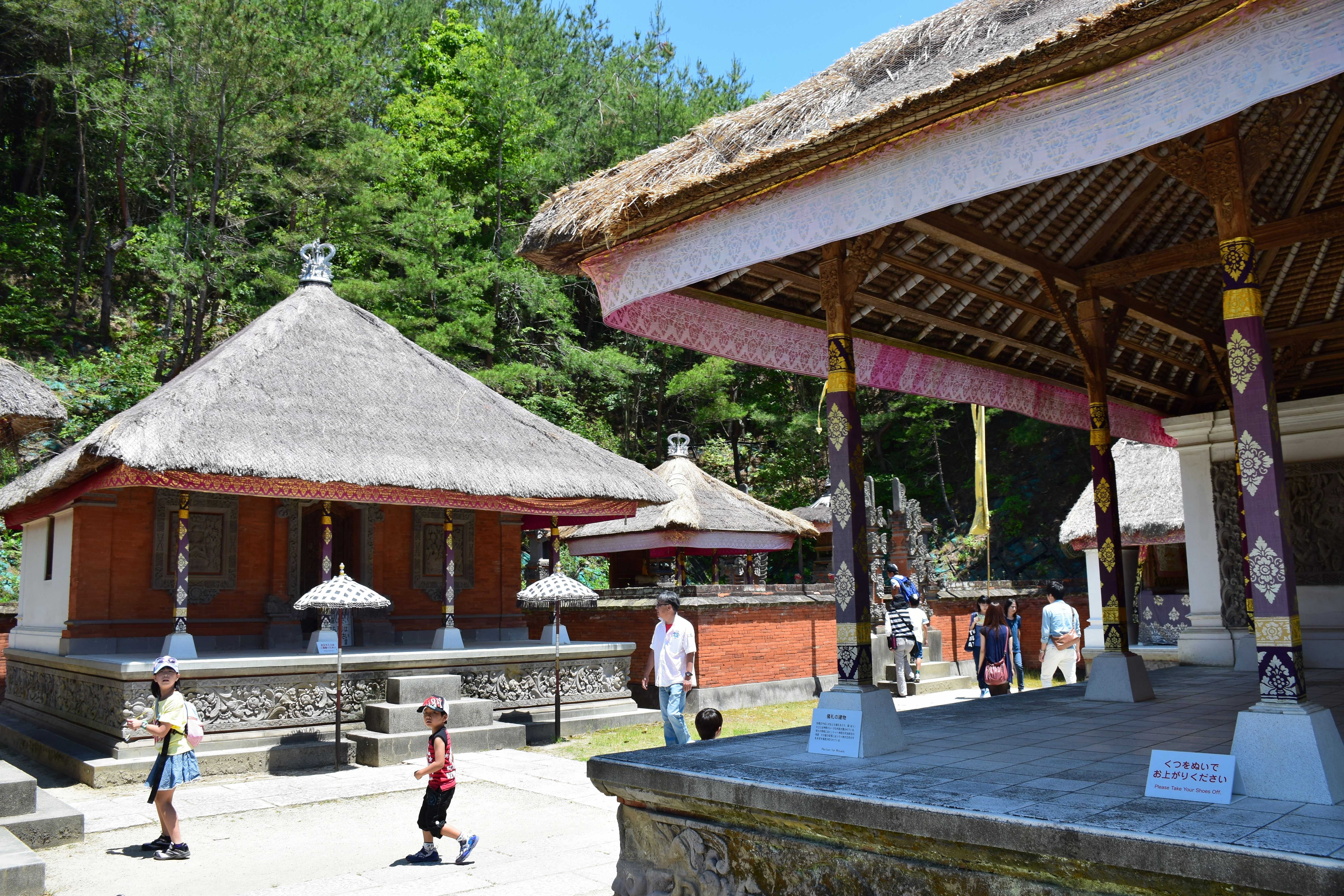
インドネシア バリ島貴族の家
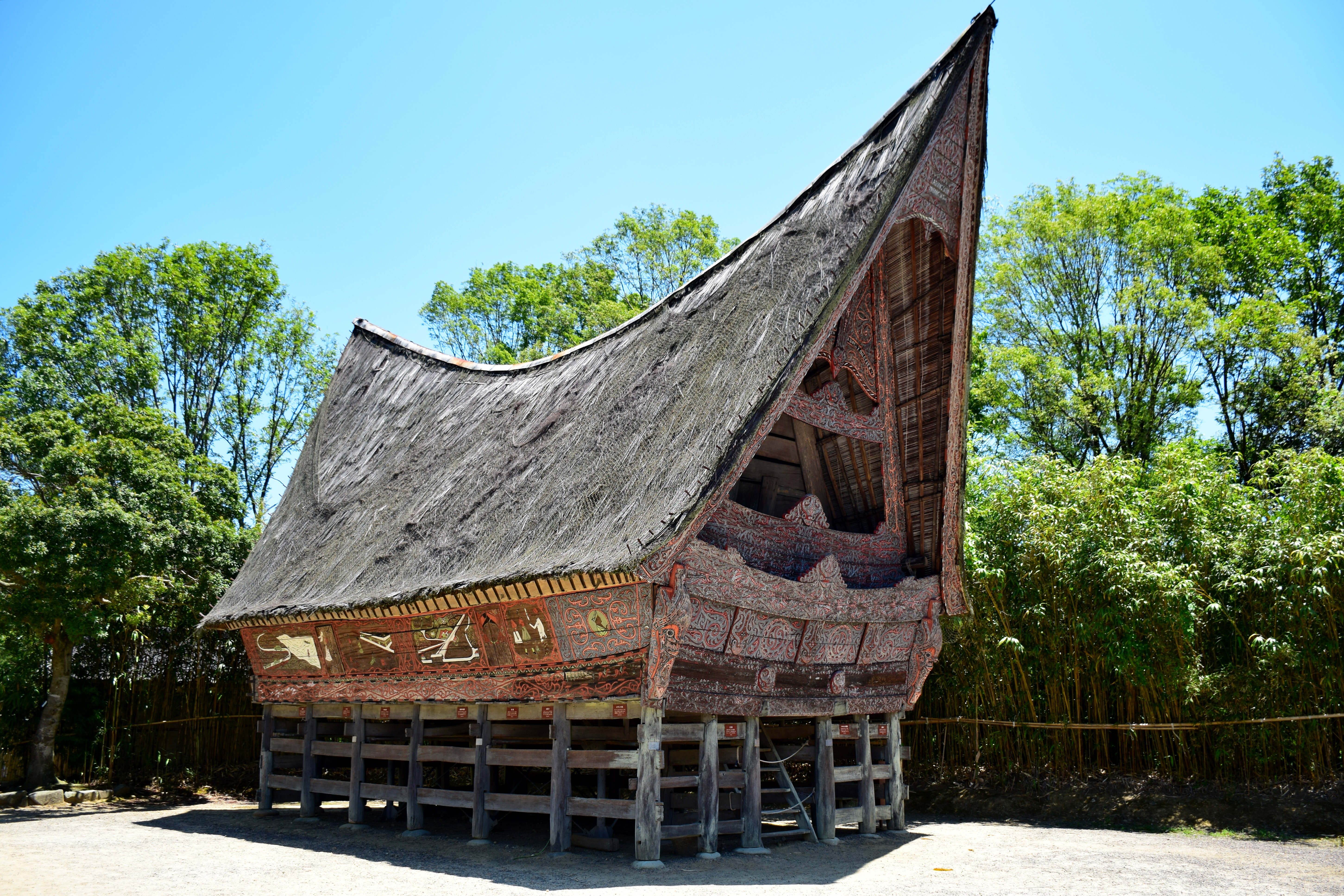
インドネシア トバ・バタックの家
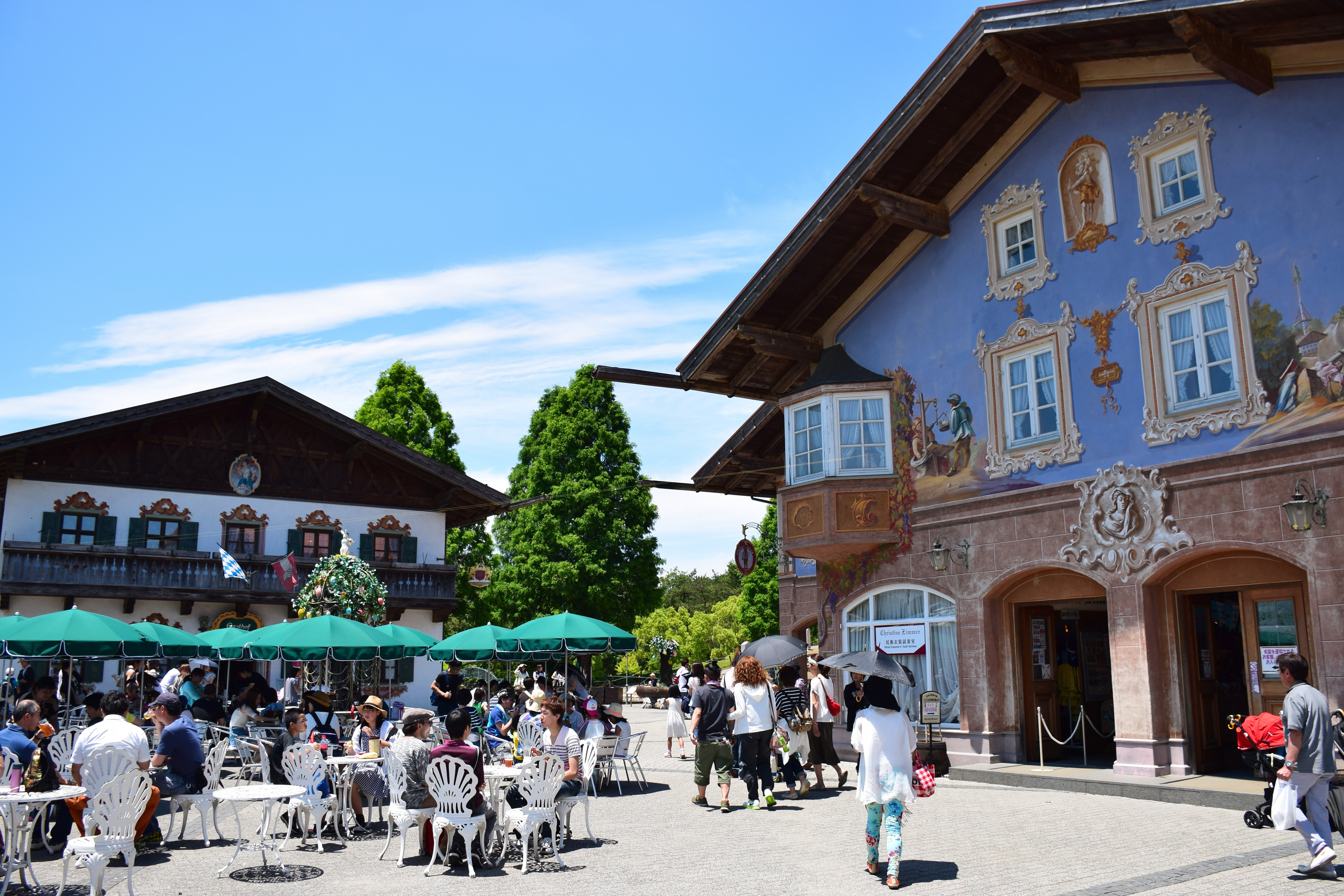
ドイツ バイエルン州の村
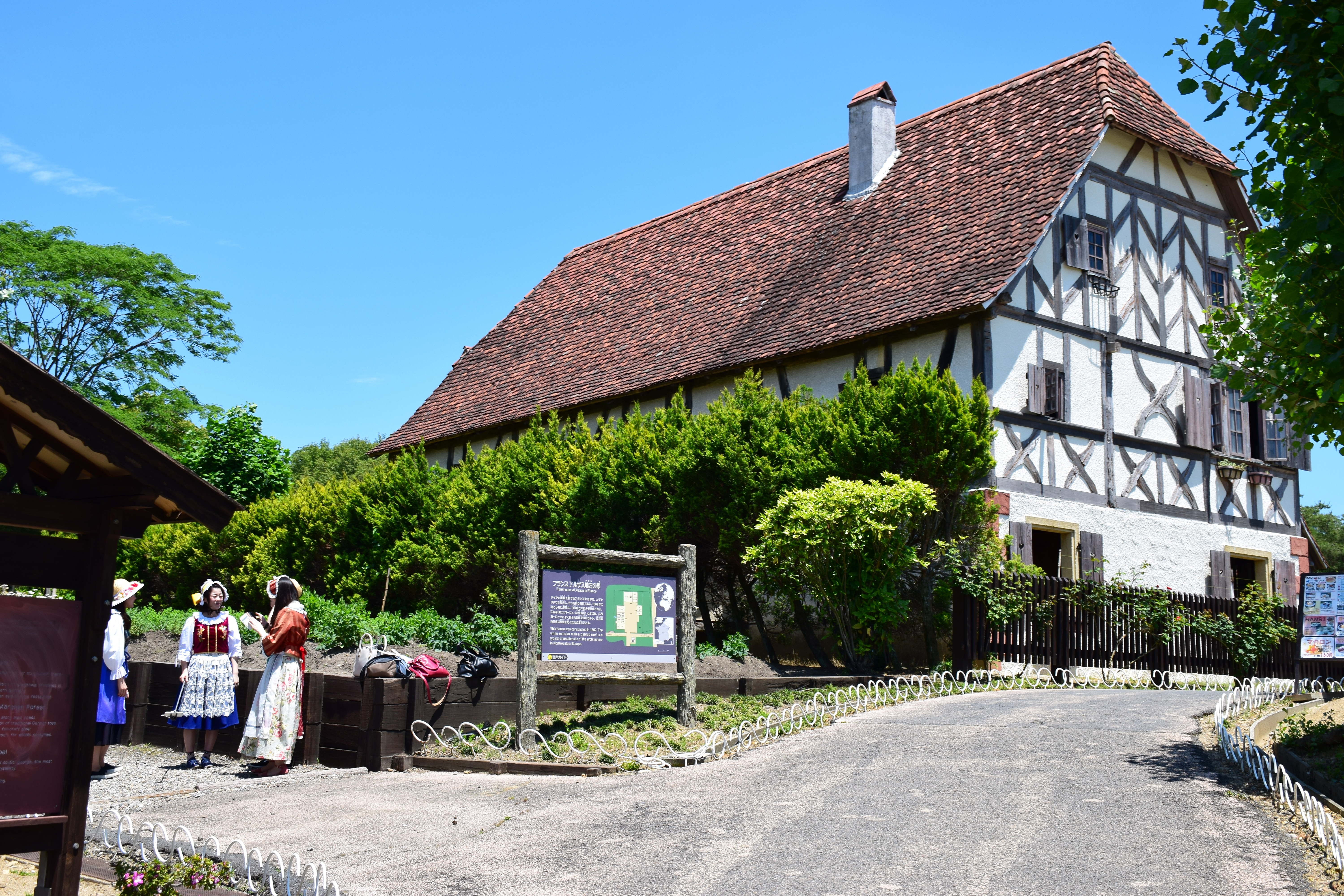
フランス アルザス地方の家
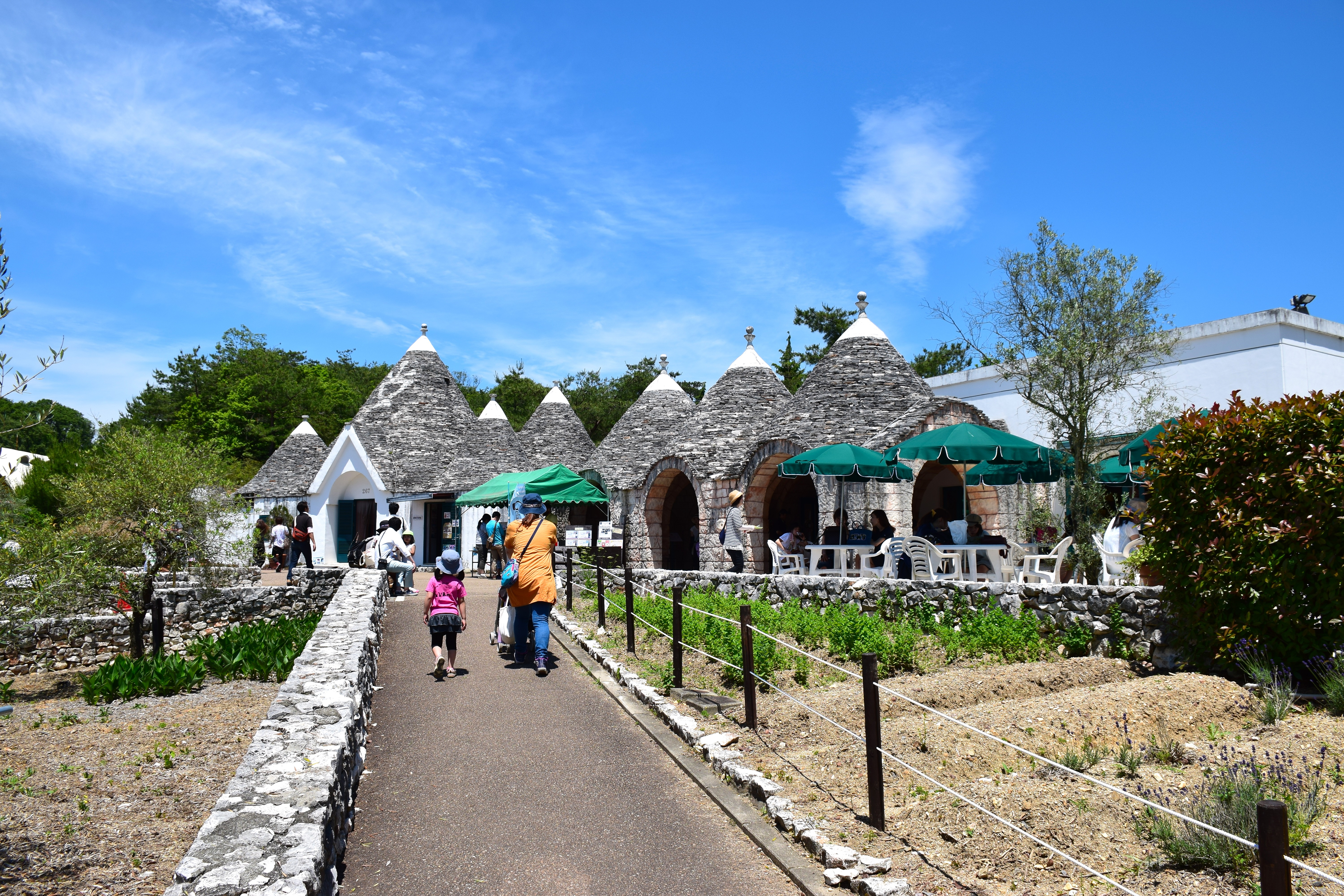
イタリア アルベロベッロの家
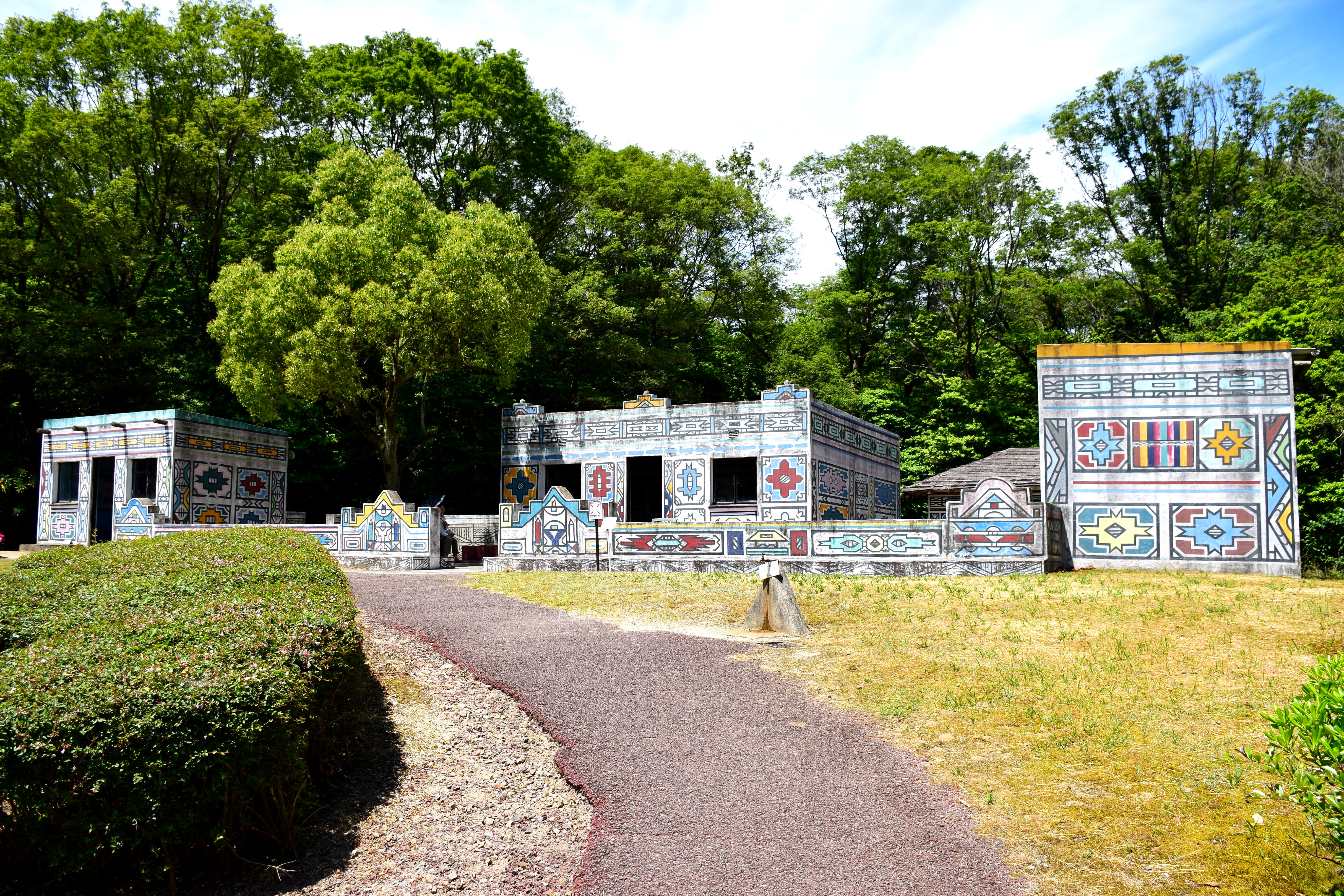
南アフリカ ンデベレの家
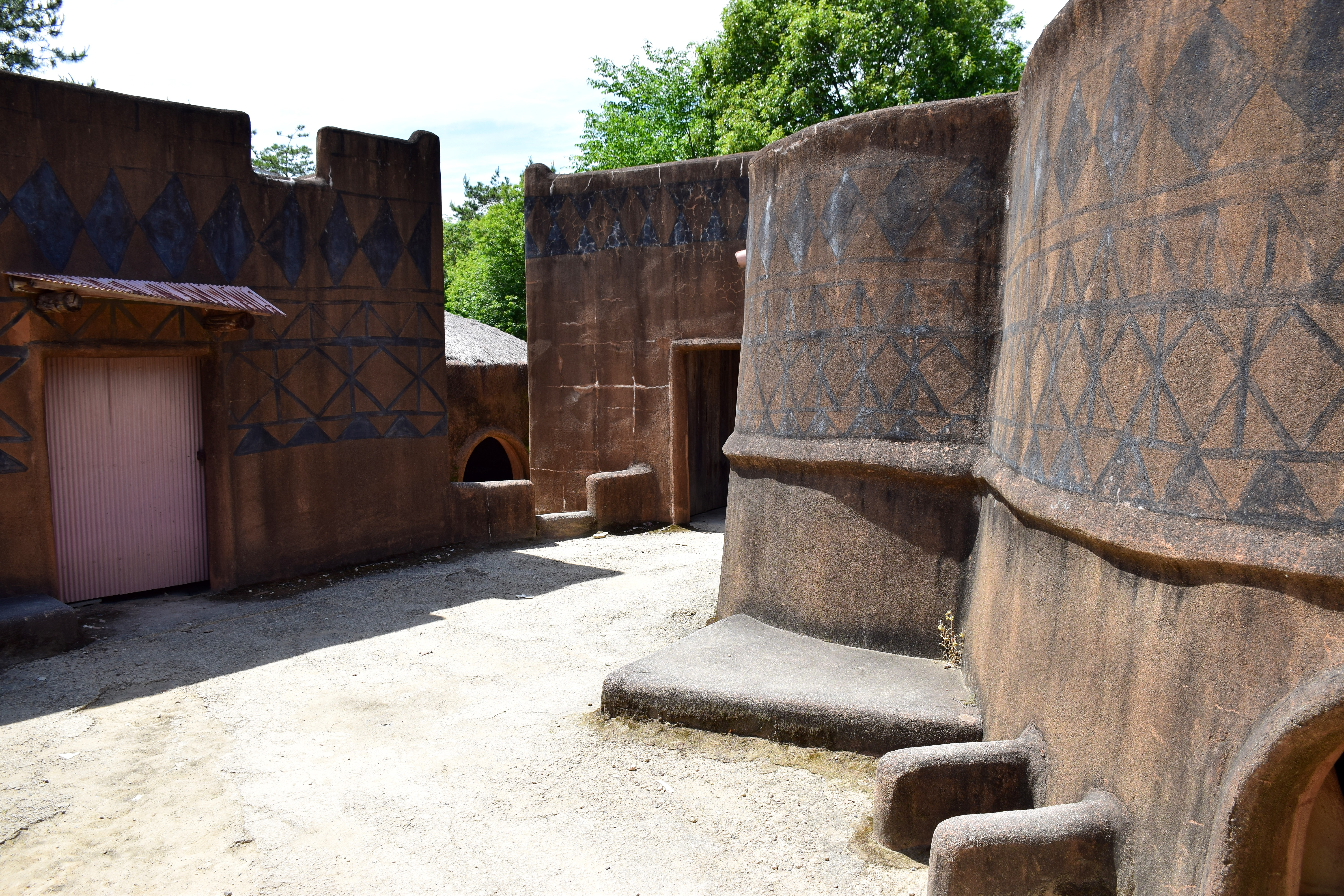
西アフリカ カッセーナの家
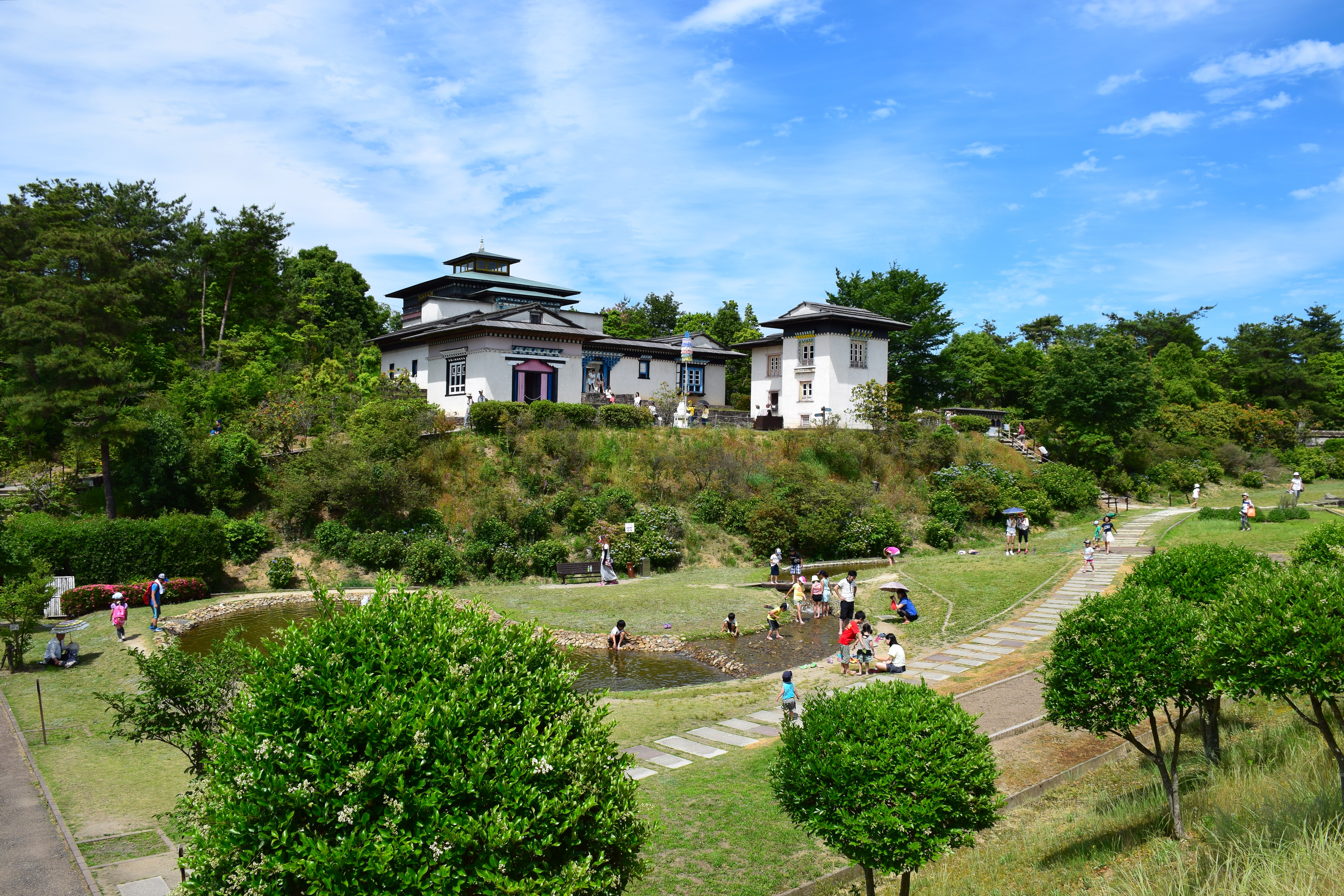
ネパールの仏教寺院
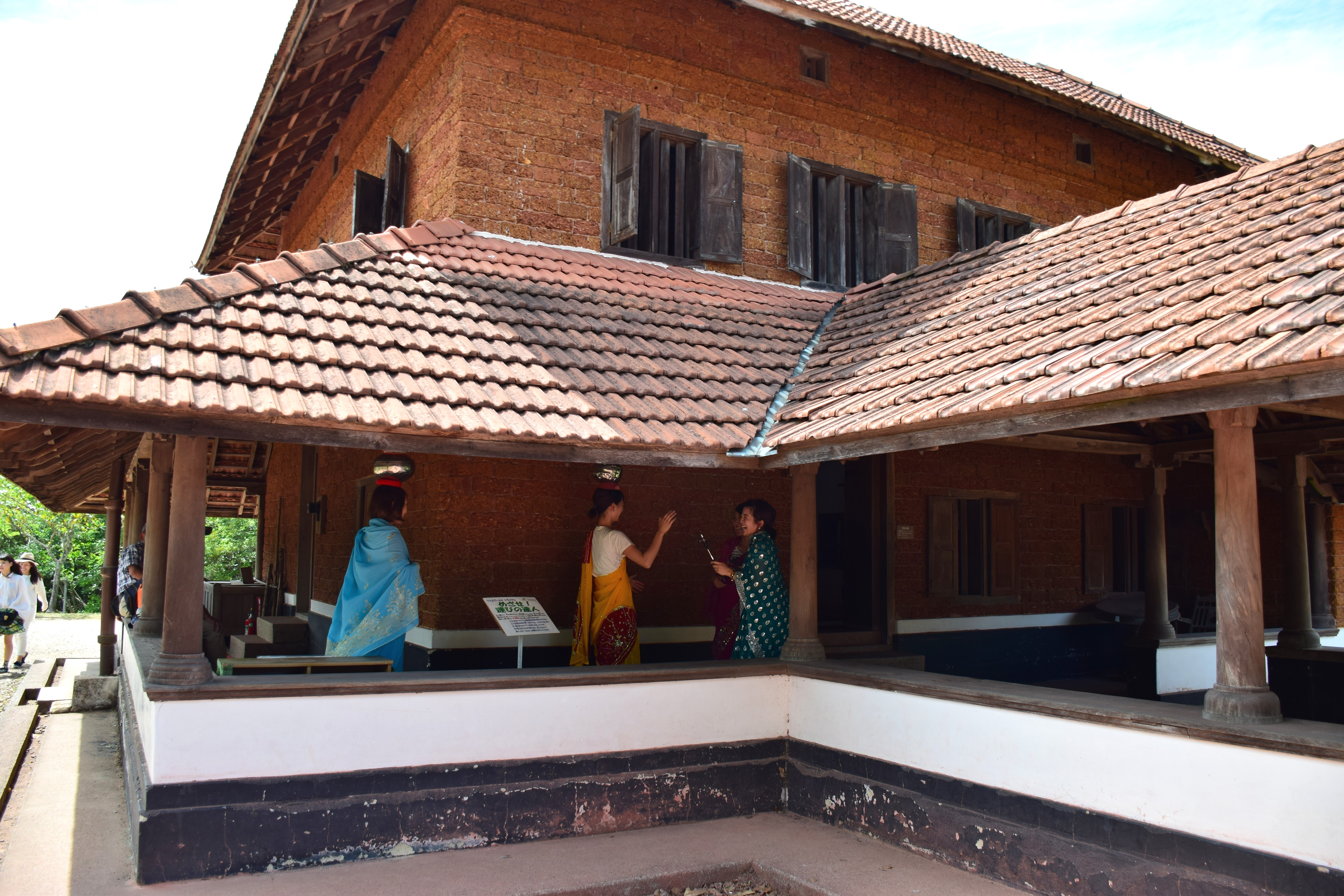
インド ケーララ州の村
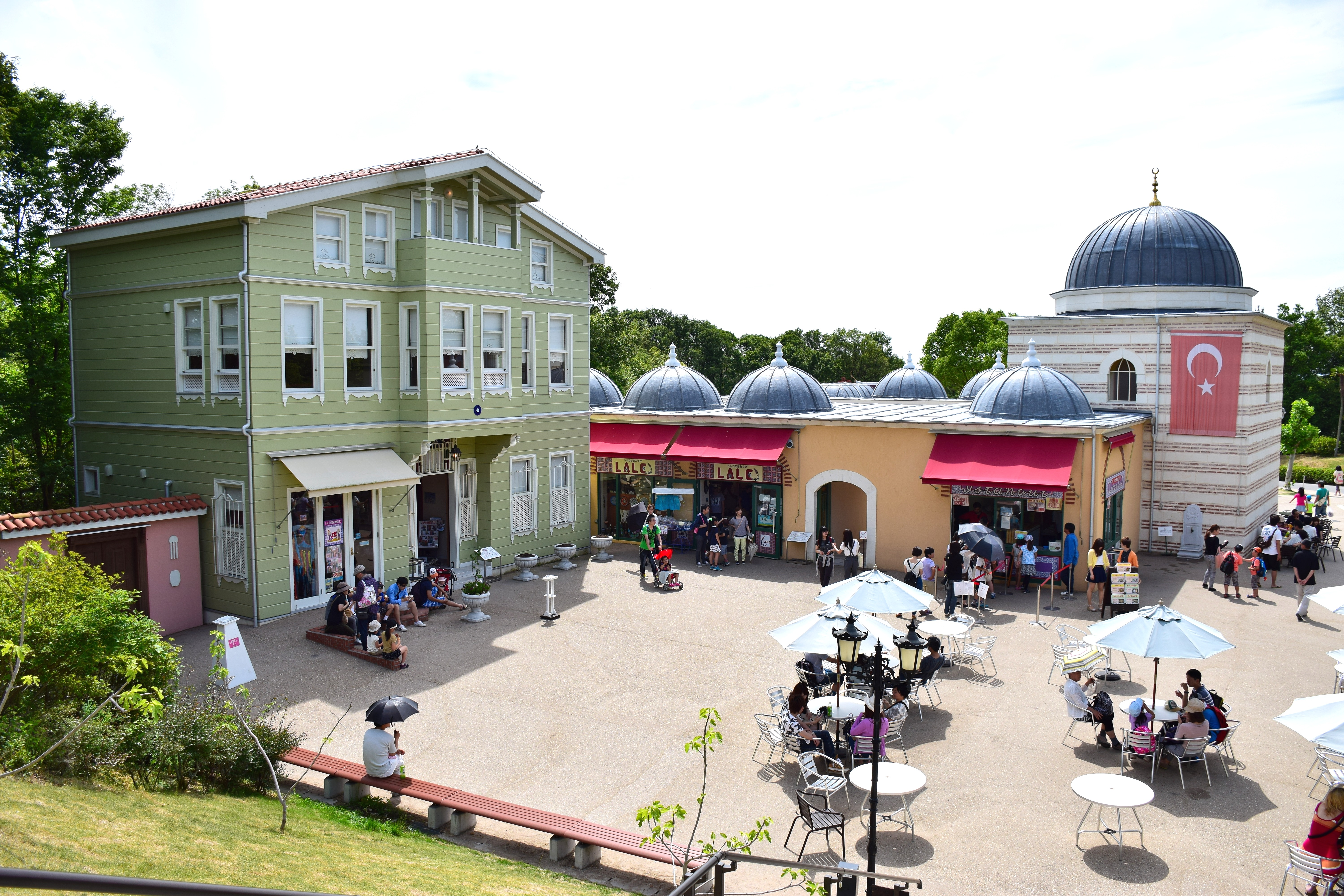
トルコ イスタンブールの街（イスラーム学院）
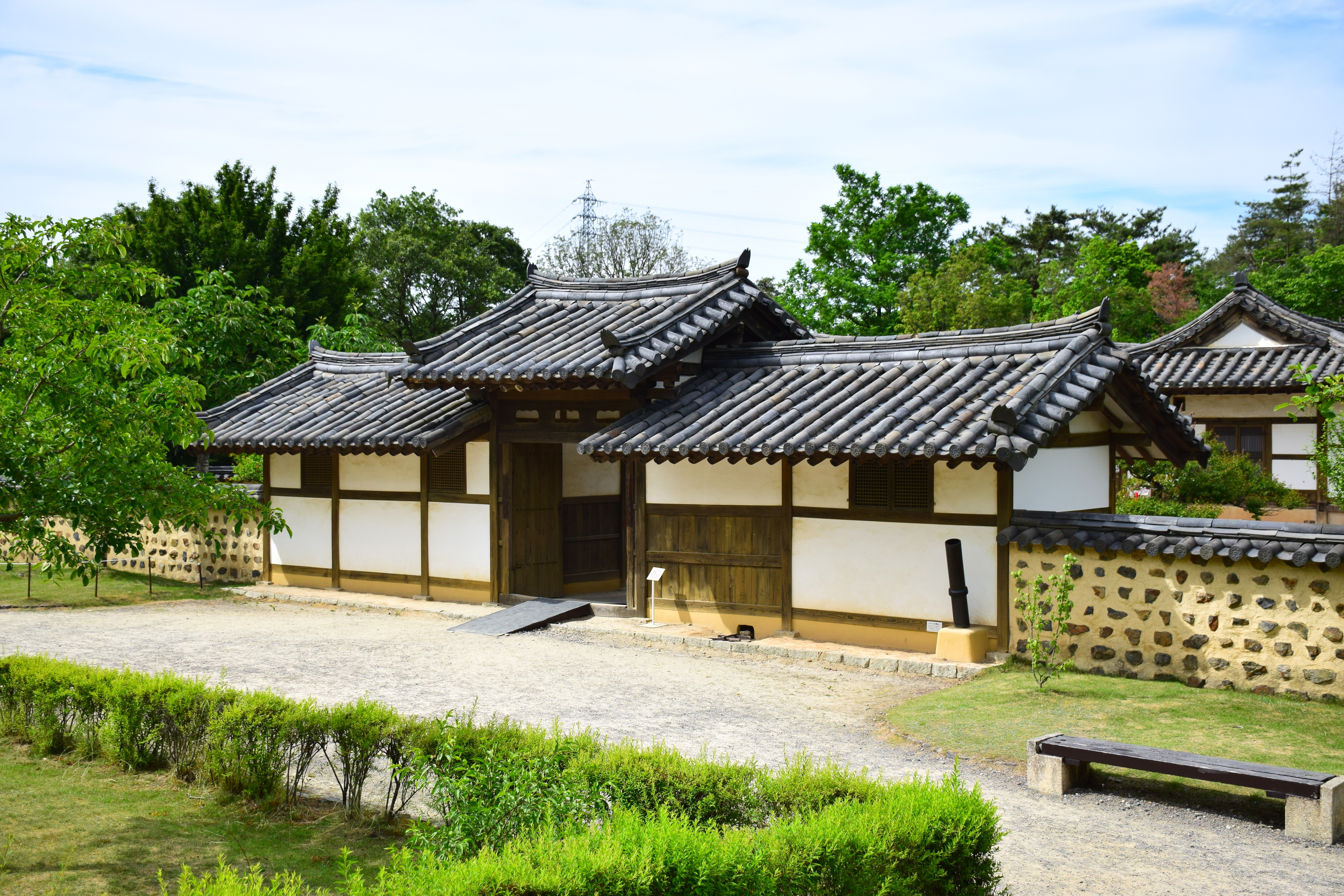
韓国 両班の家
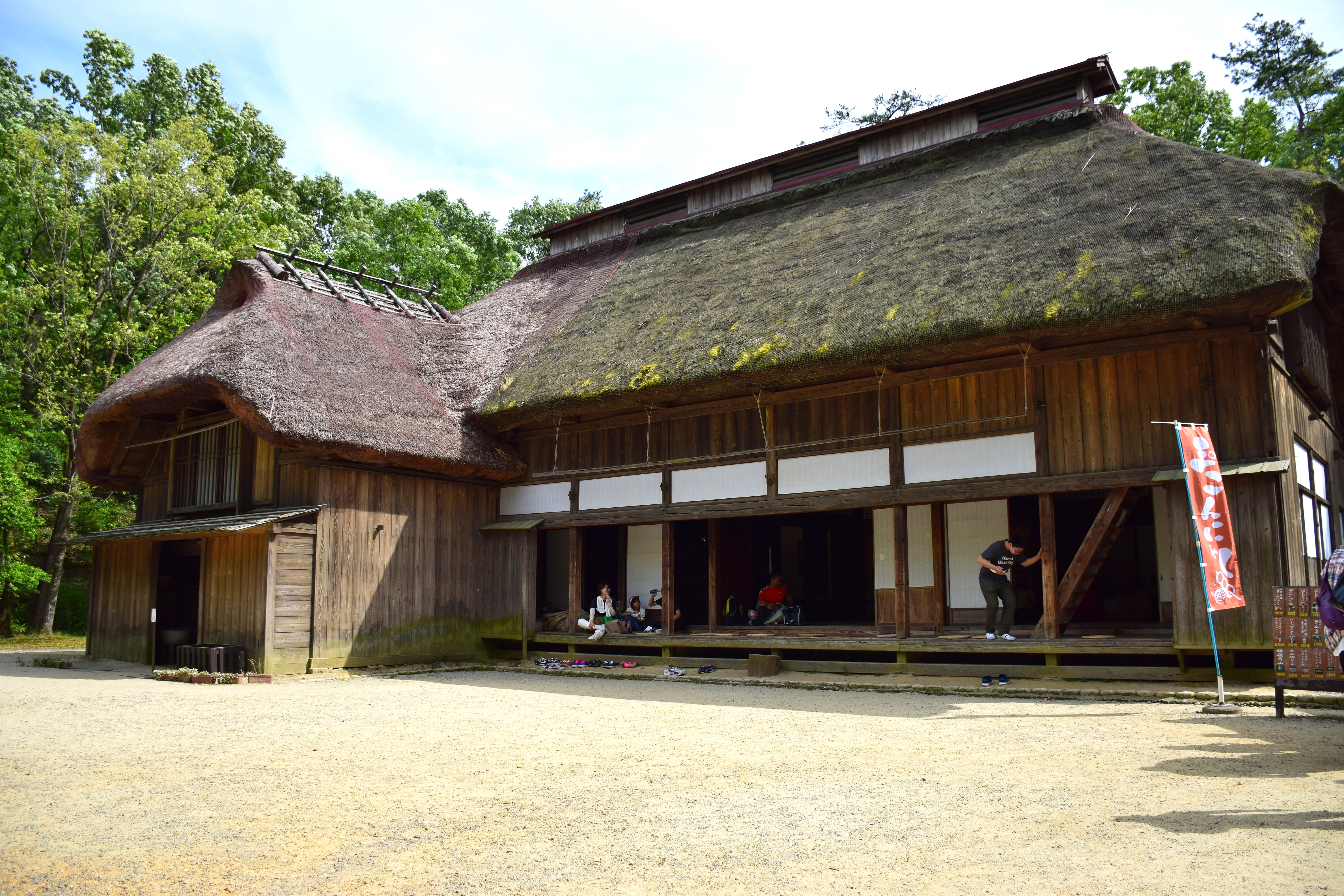
月山 山麓の家

### 主な屋内展示

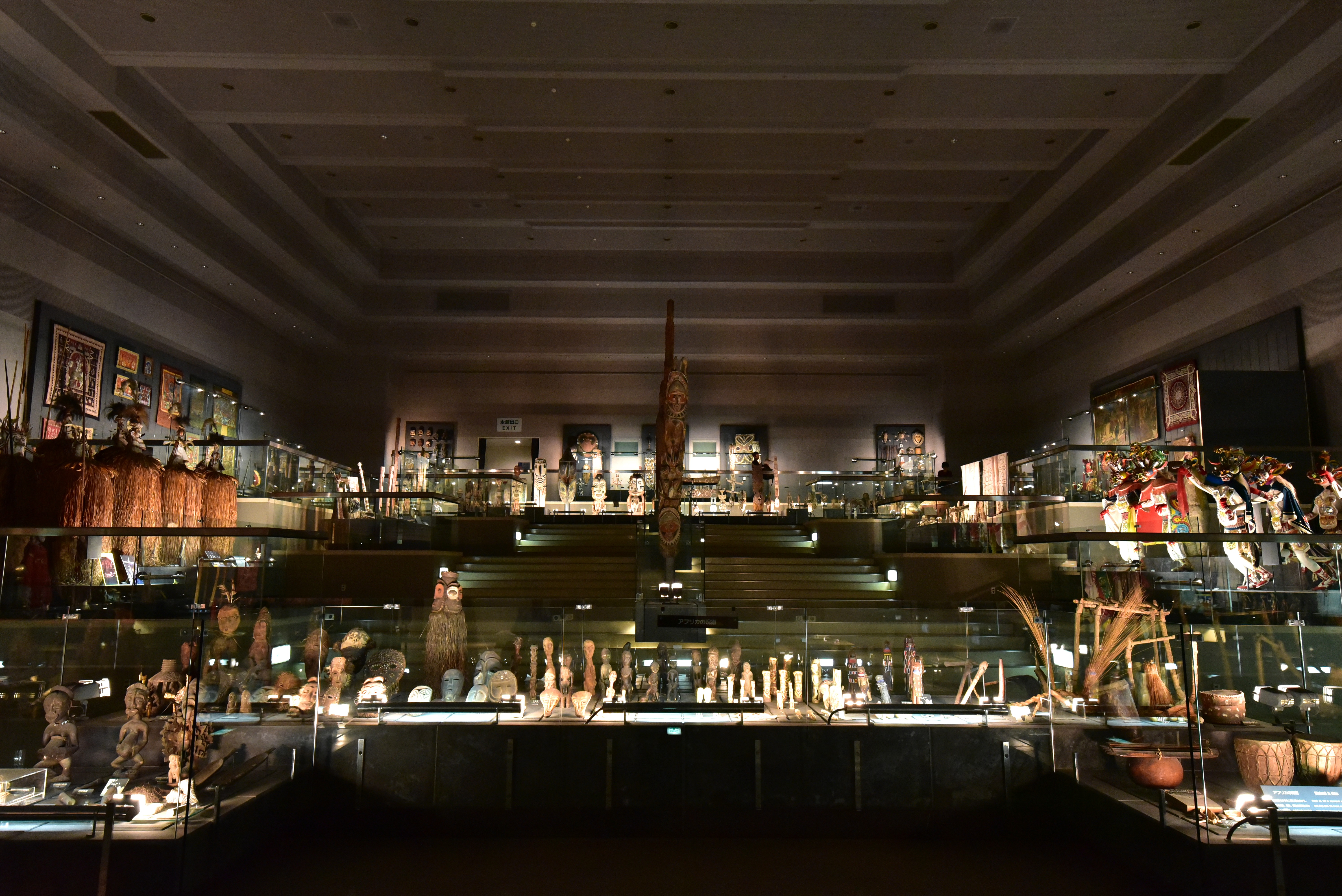
本館展示室
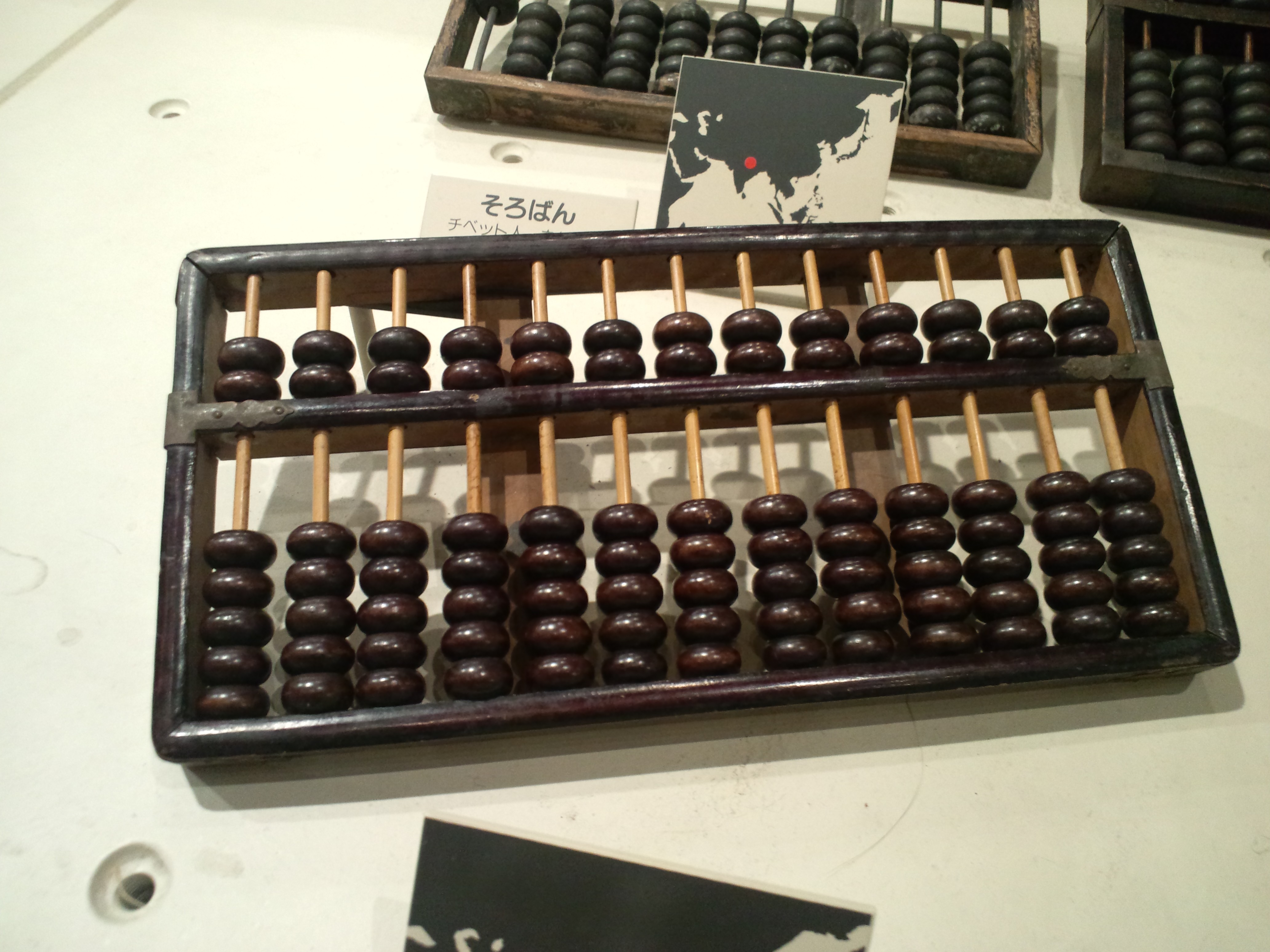
そろばん（中国・香港）
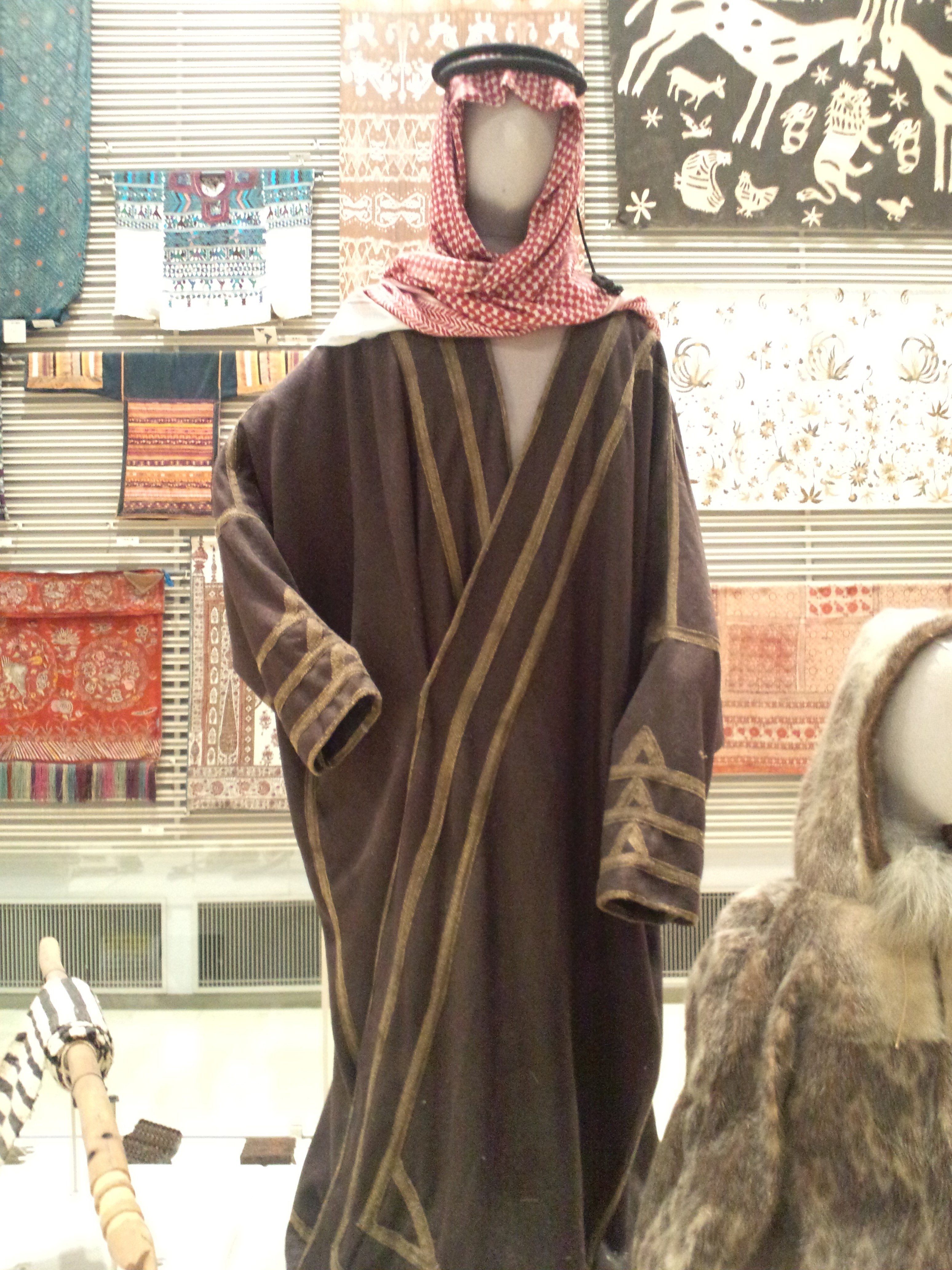
ベドウィンの衣装（シリア）
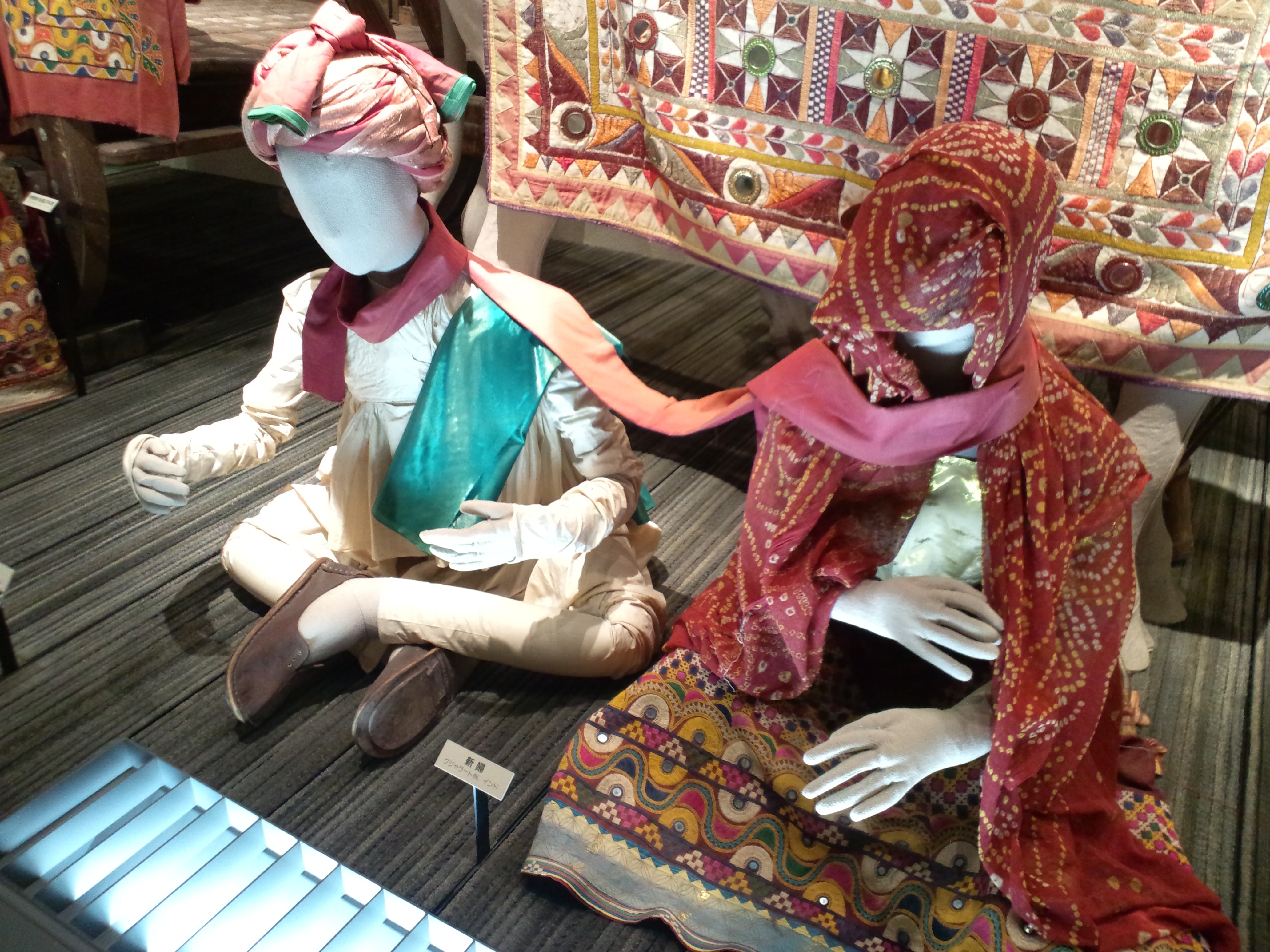
インドの新郎新婦（グジャラート州）
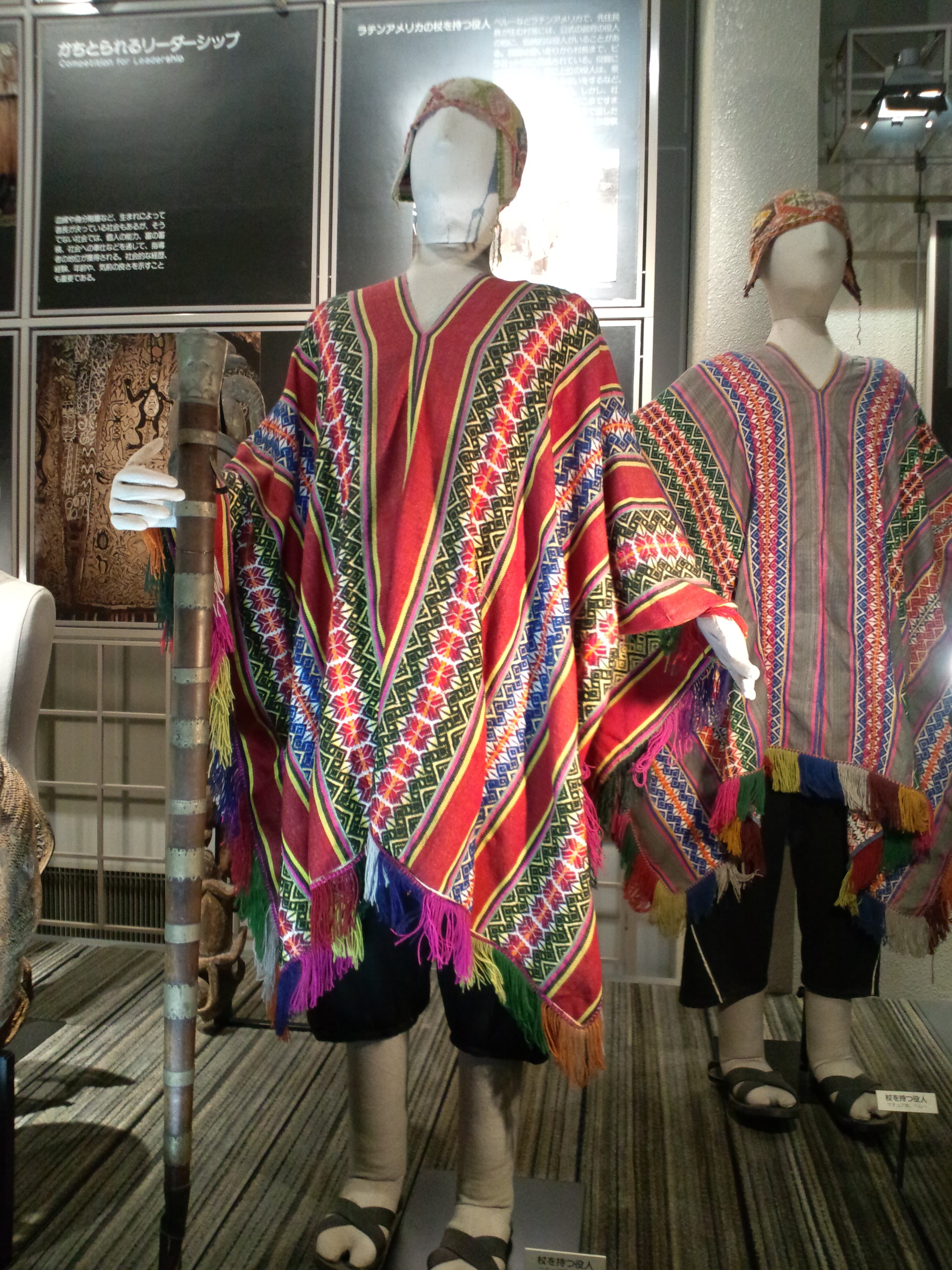
杖を持つ役人（ペルー・ケチュア族）
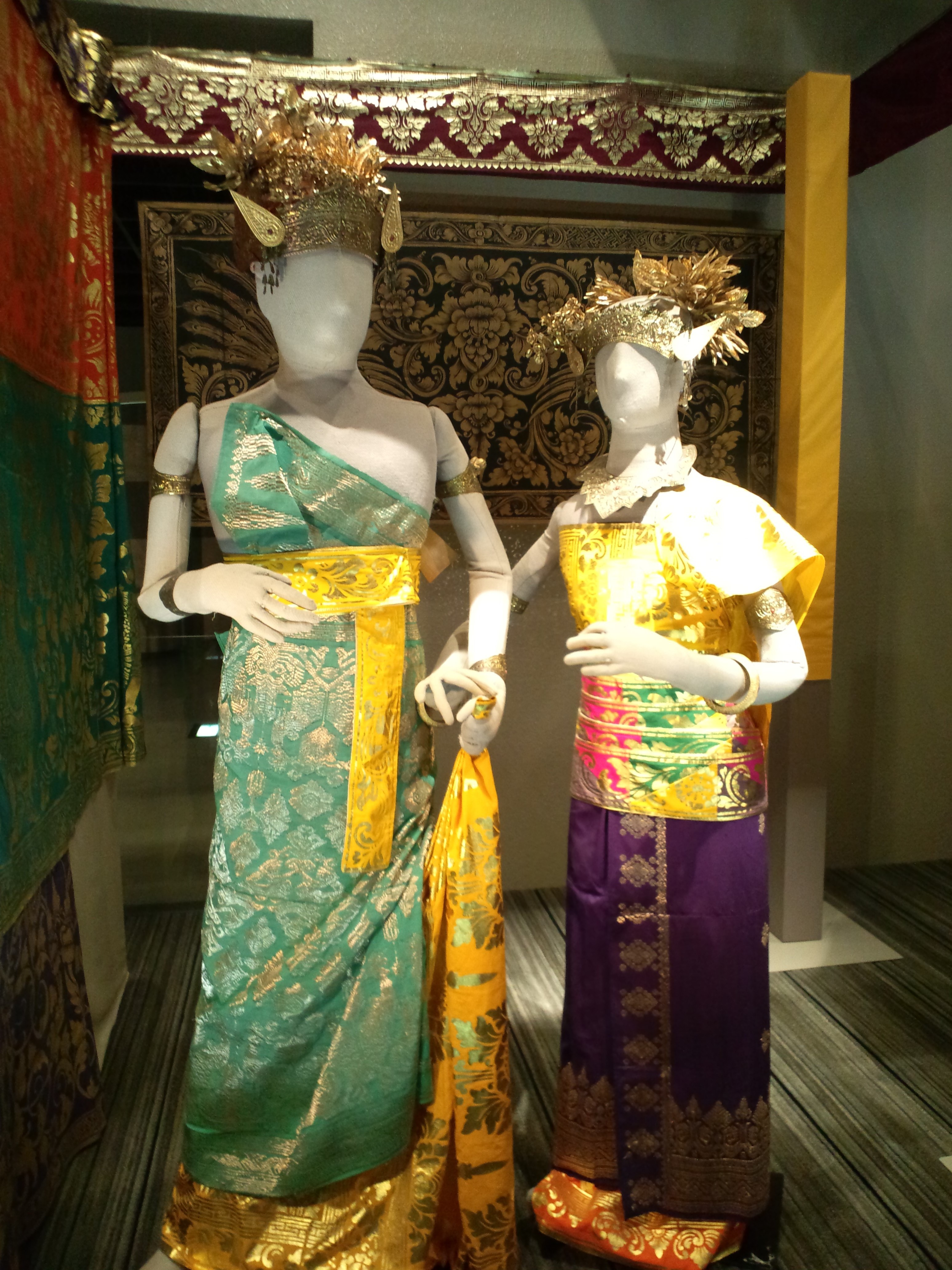
バリ島の結婚式
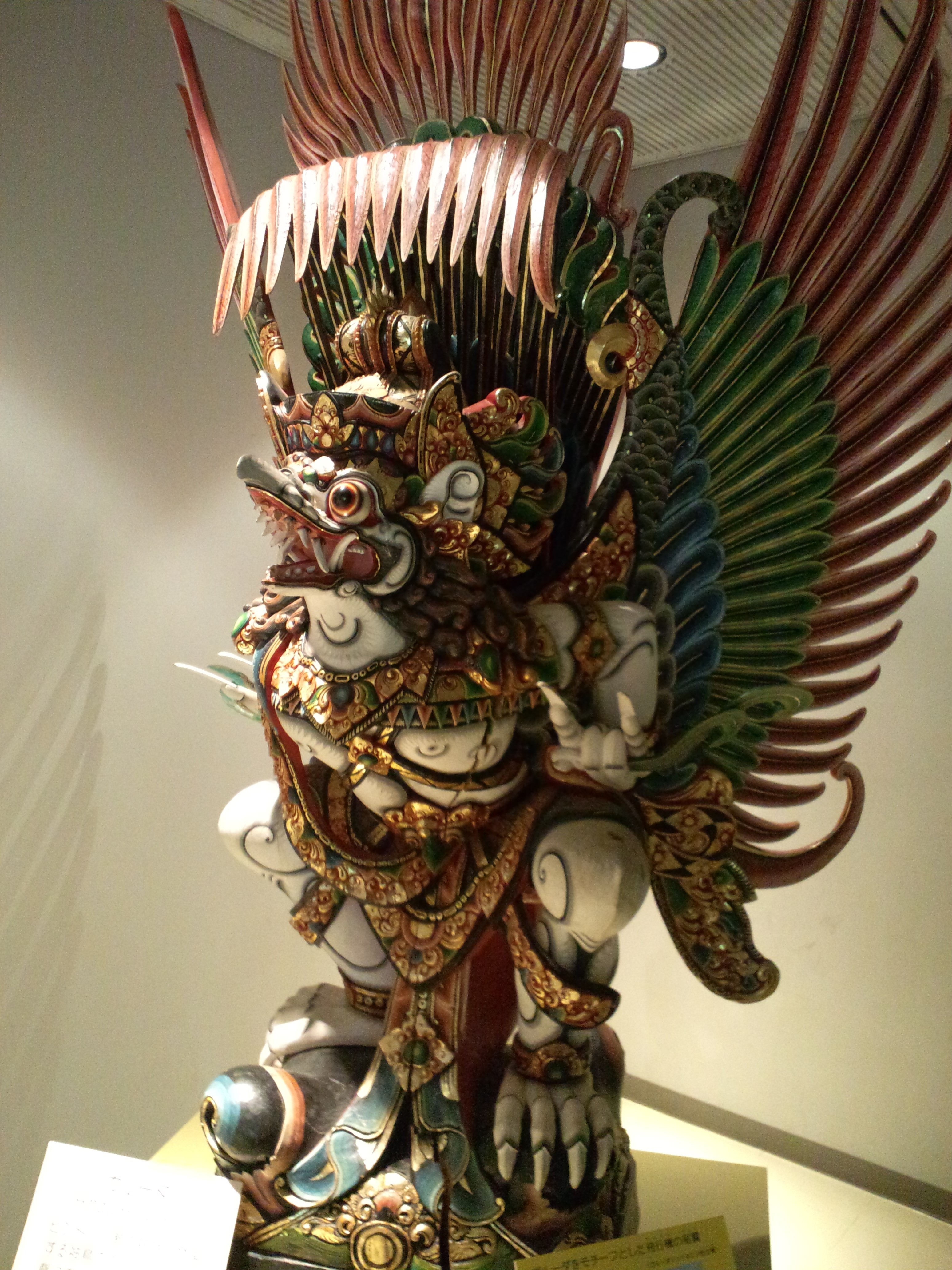
ガルダ（インドネシア）
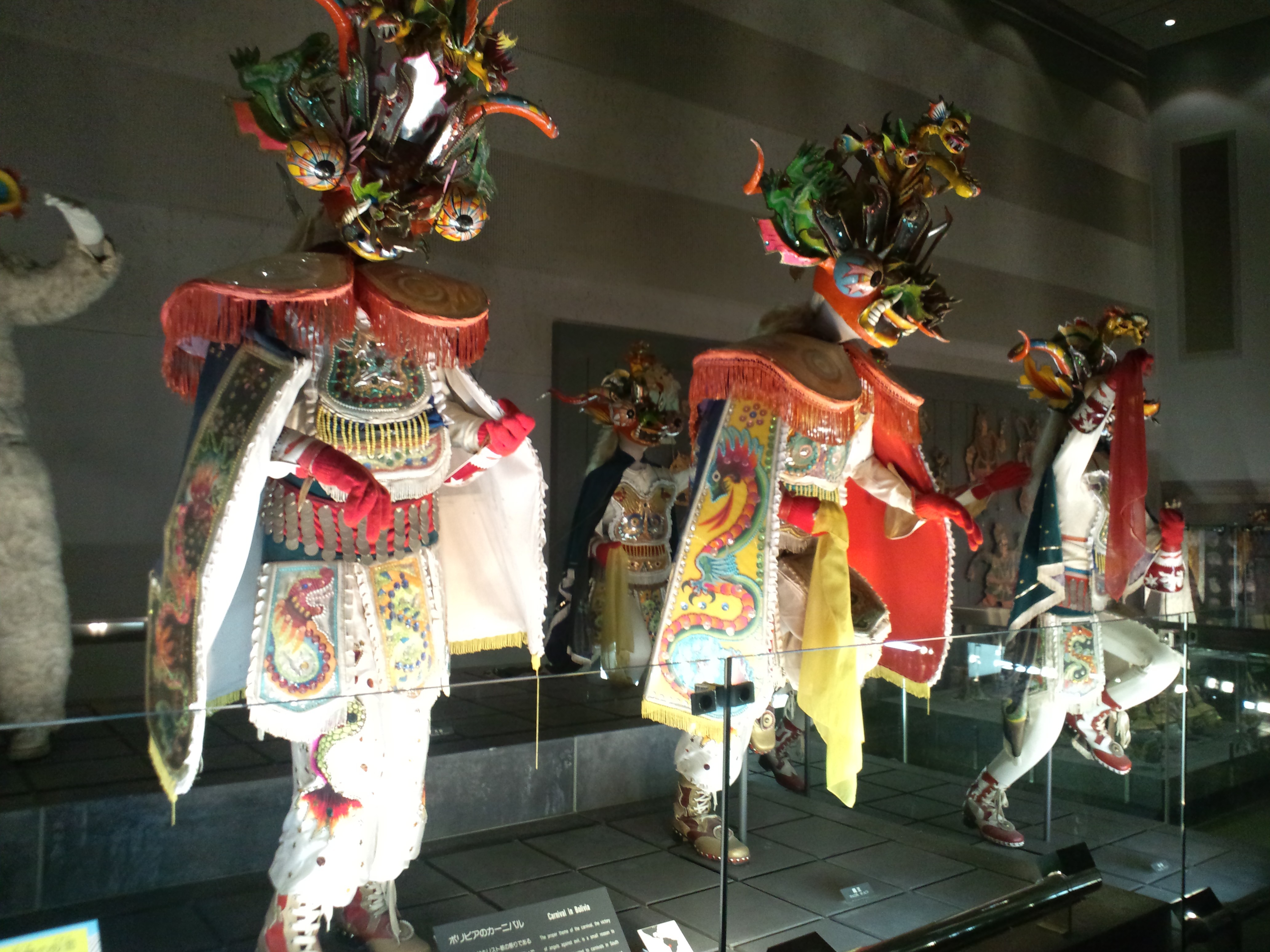
ボリビアのディアブラーダ（カーニバル）

### その他

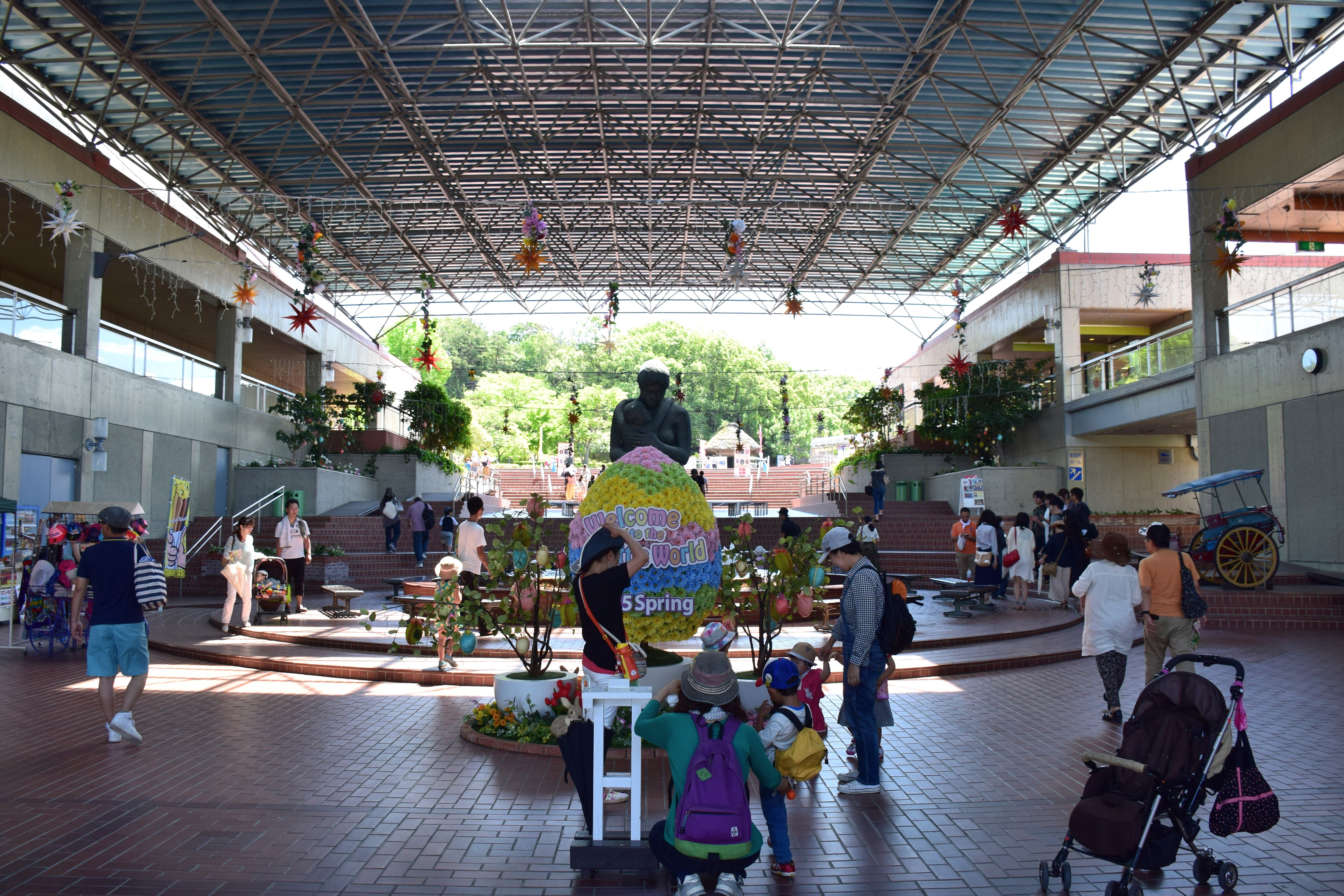
本館
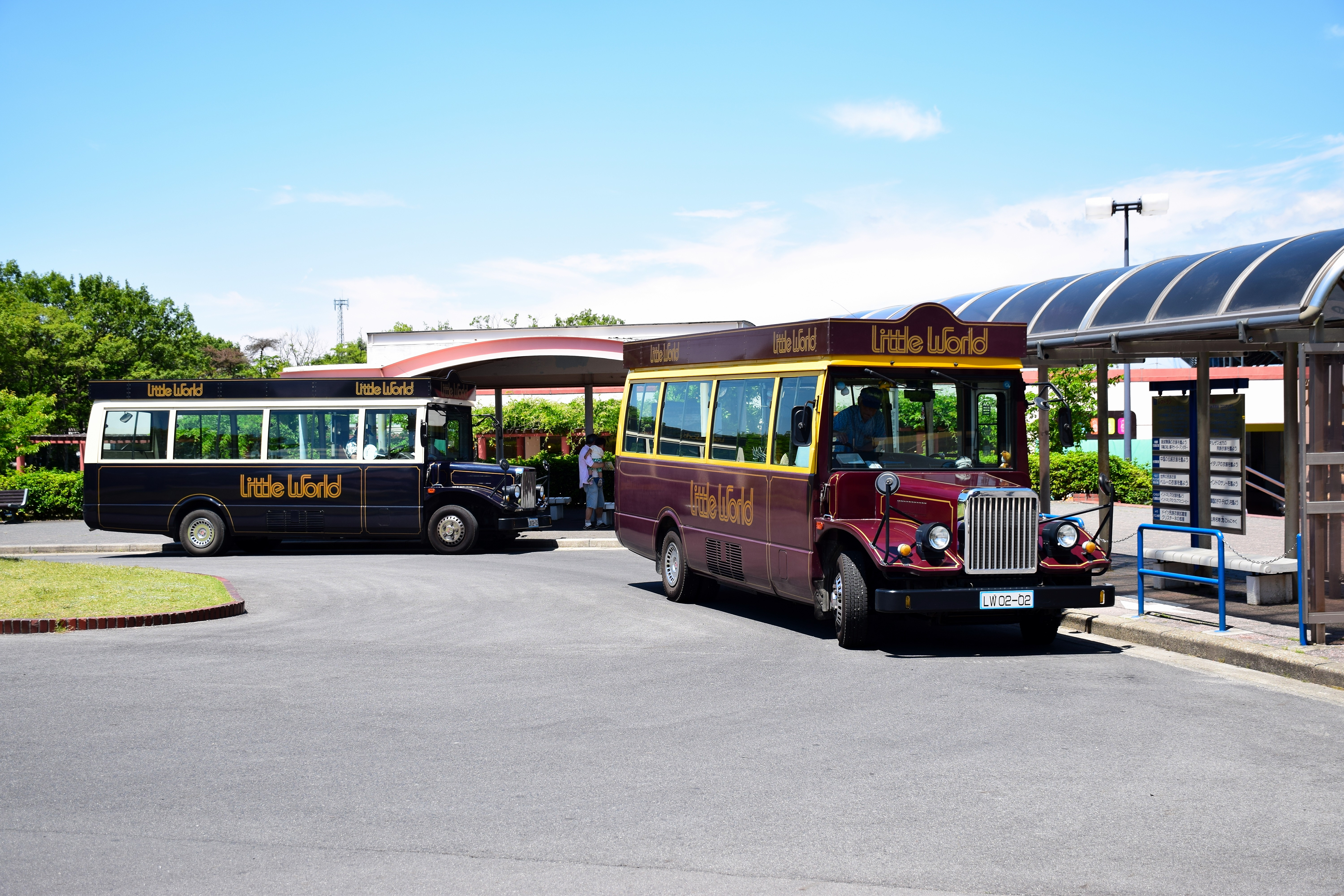
園内運行のバス
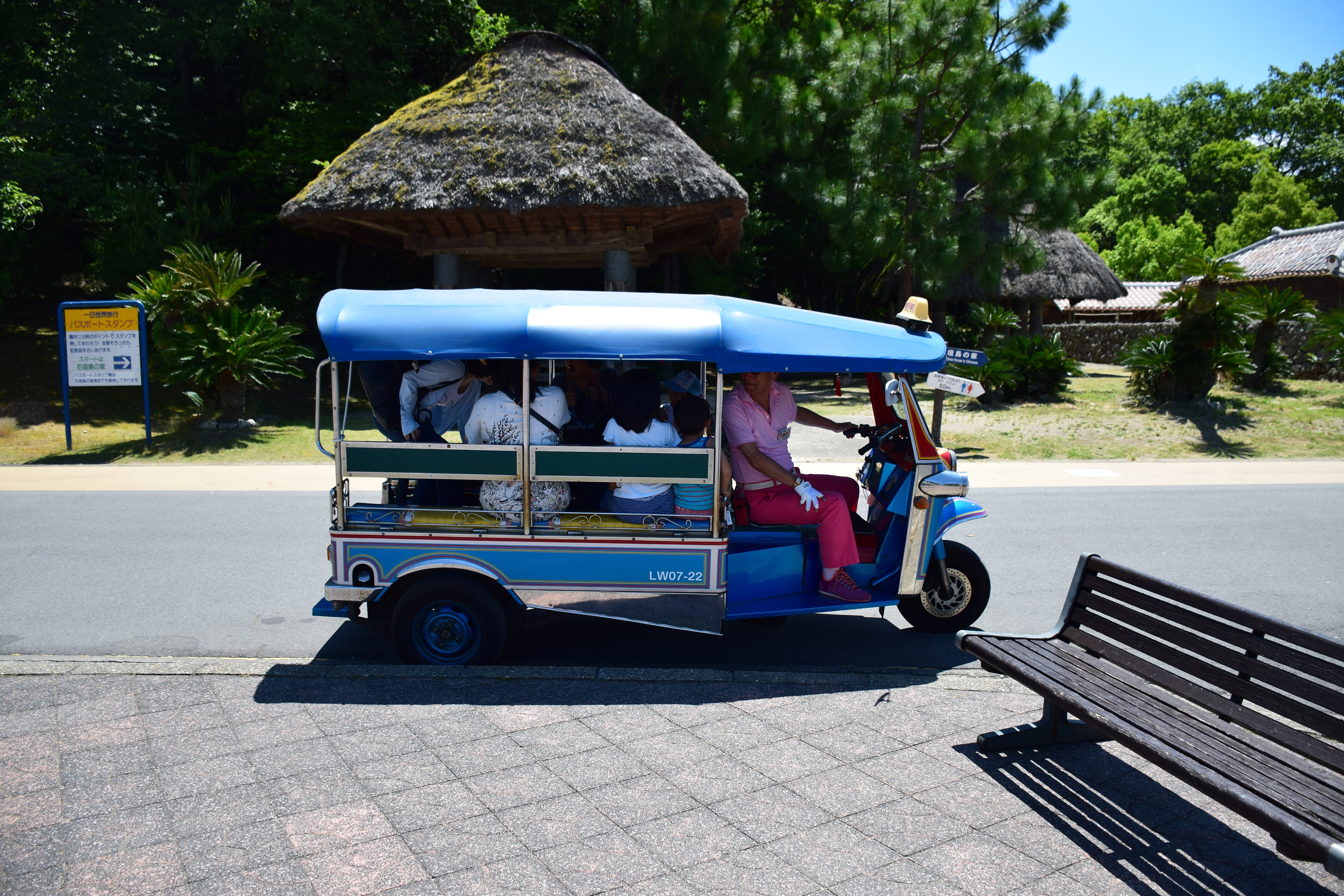
トゥクトゥク
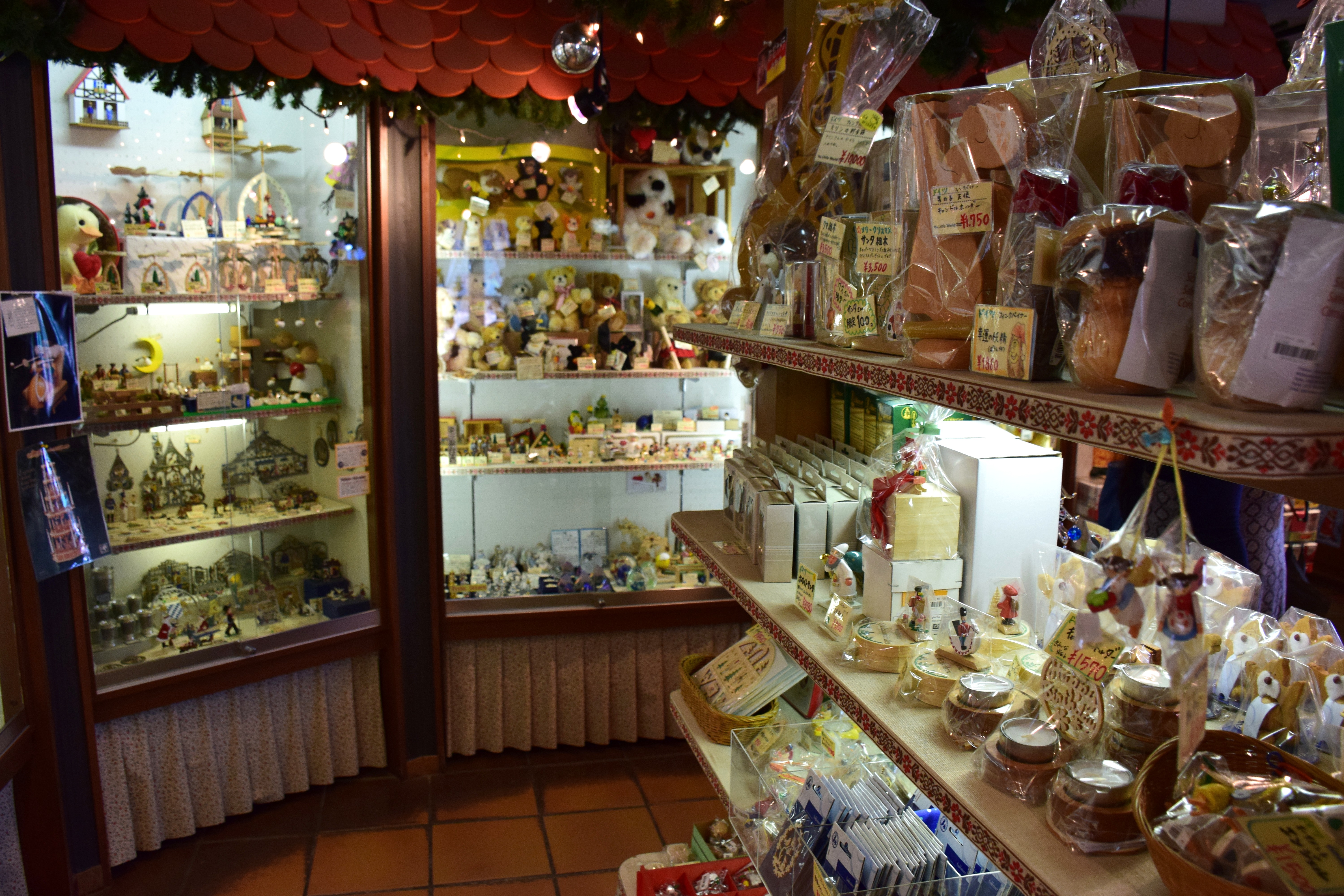
ドイツの土産物屋（玩具）
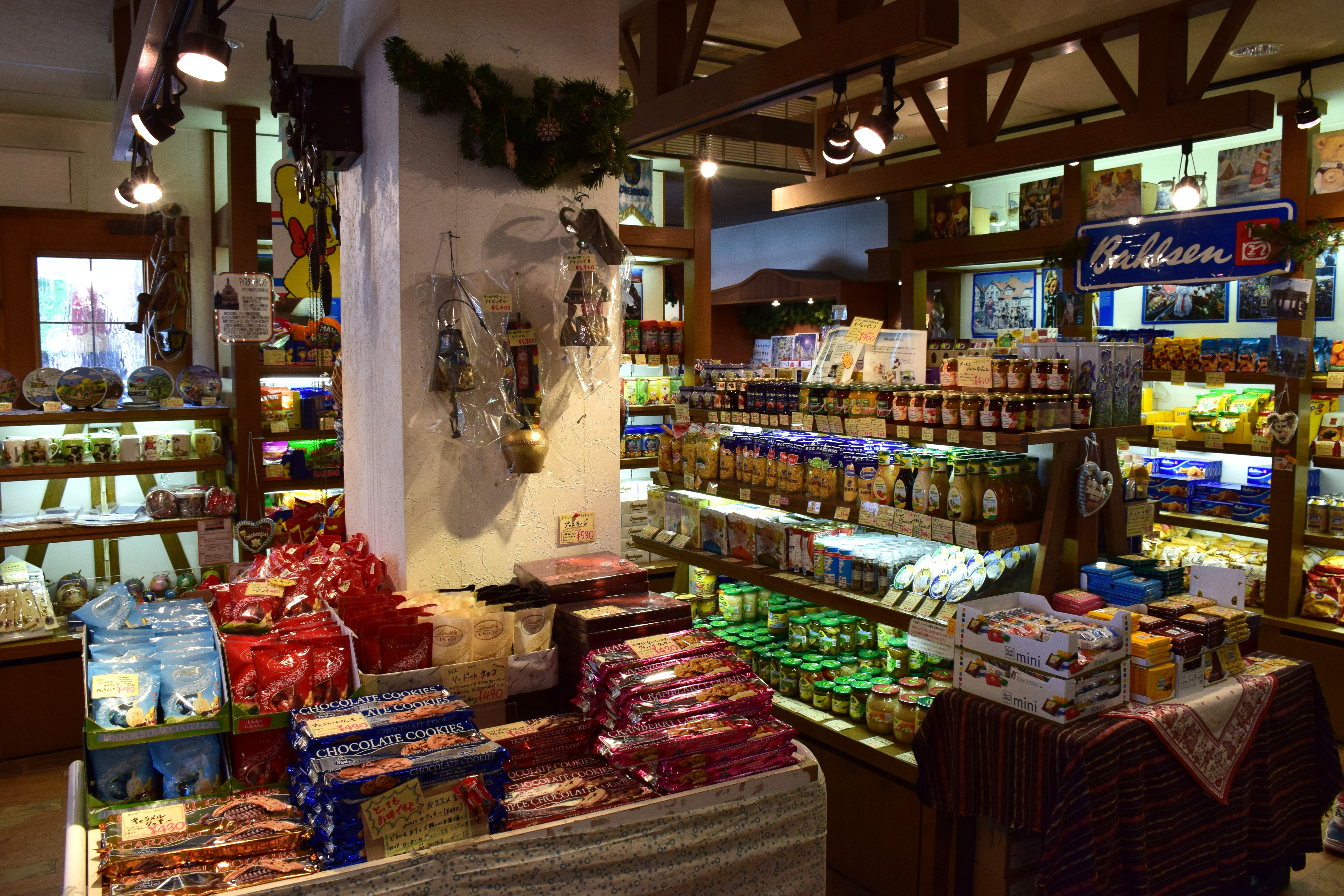
ドイツの土産物屋（食品）
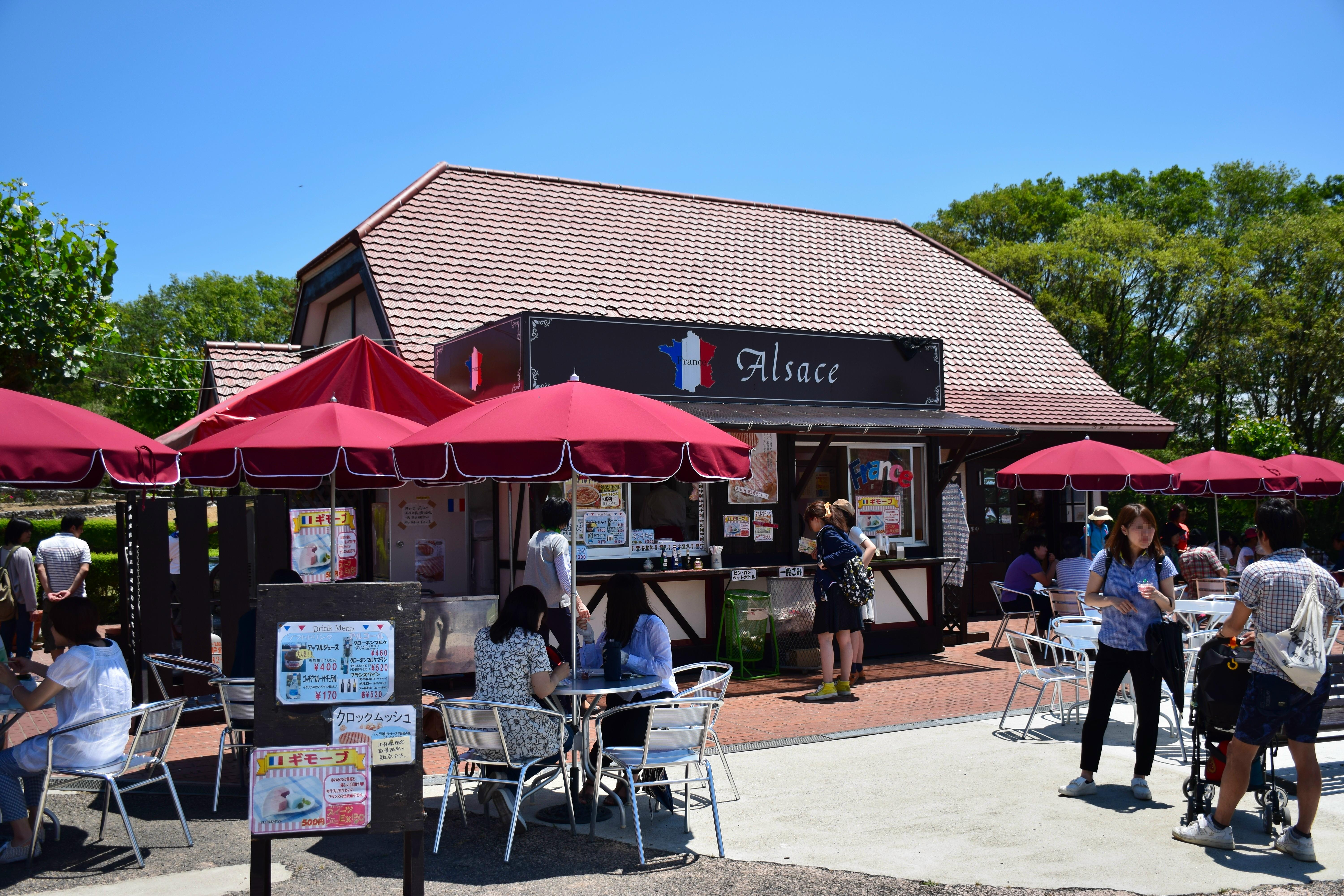
フランスのテイクアウト
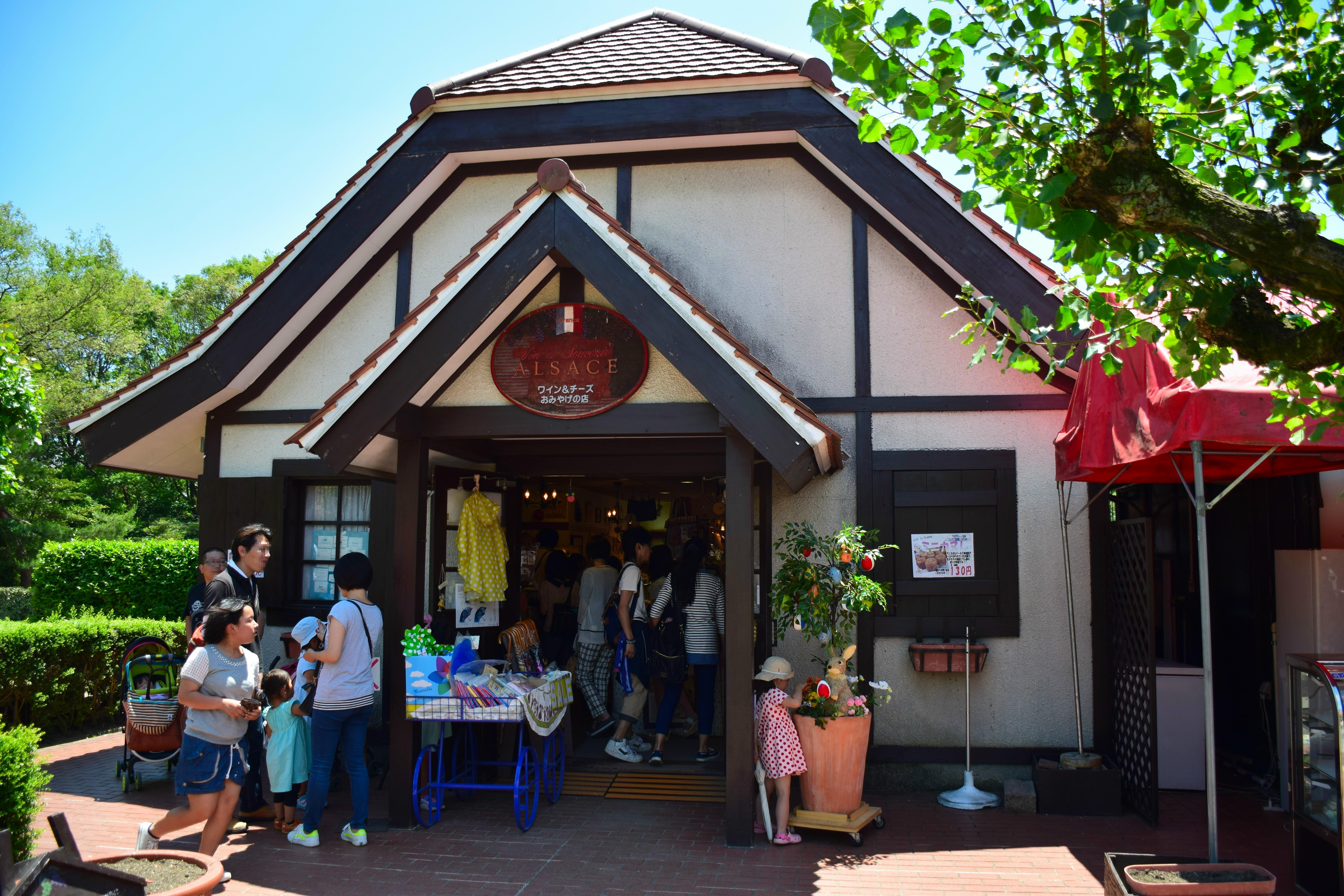
フランスのワインとチーズの店
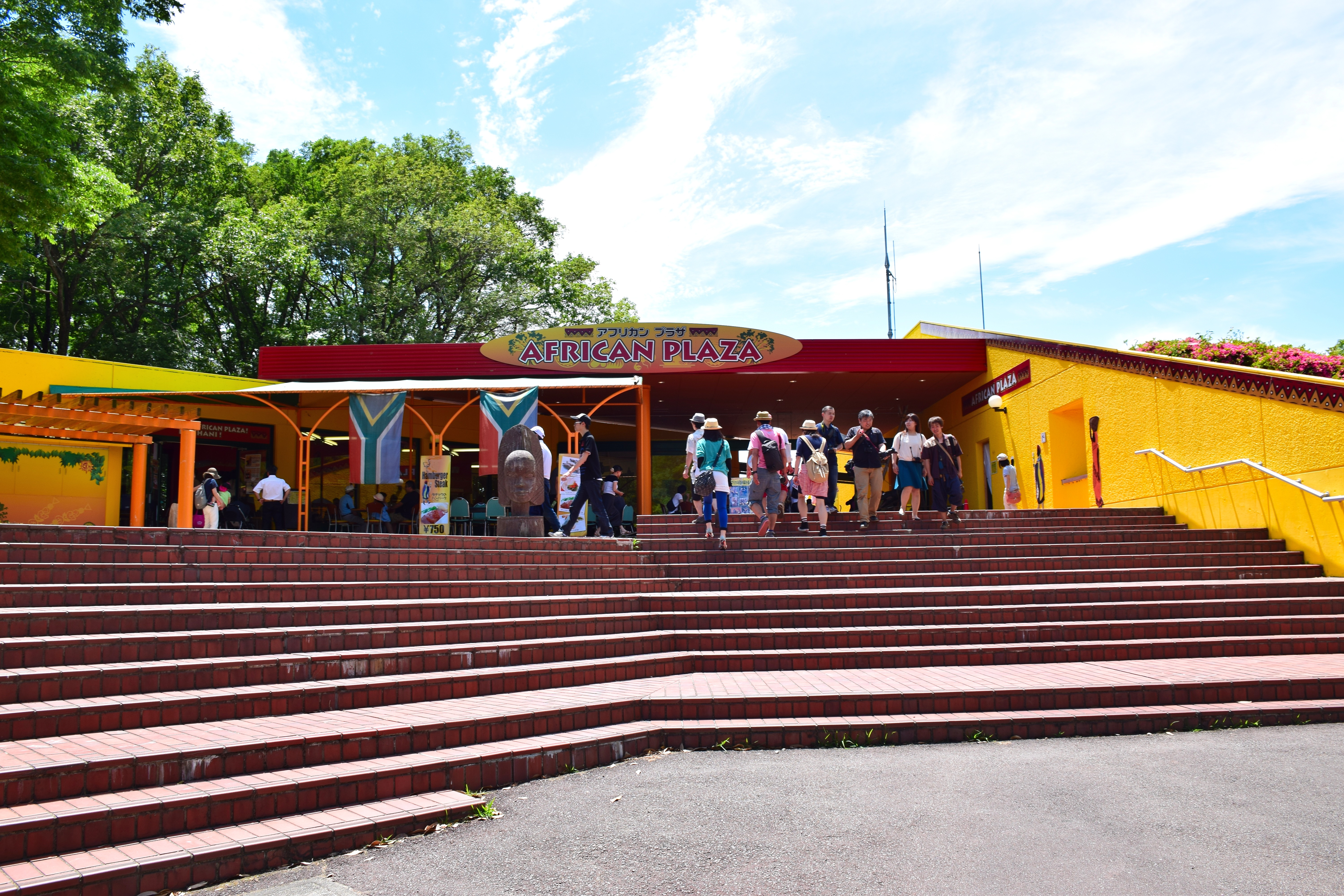
アフリカンプラザ
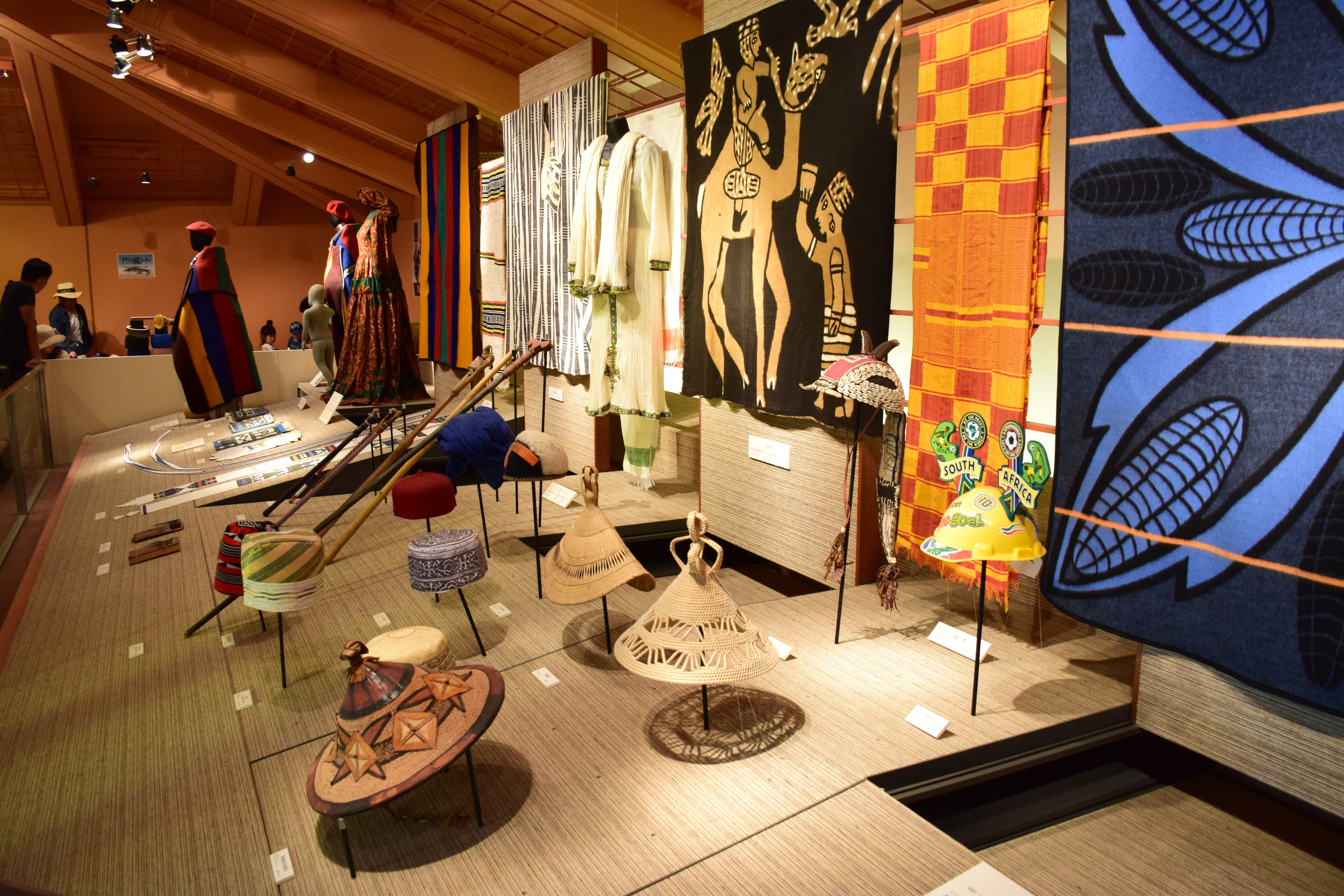
アフリカの民族衣装の展示
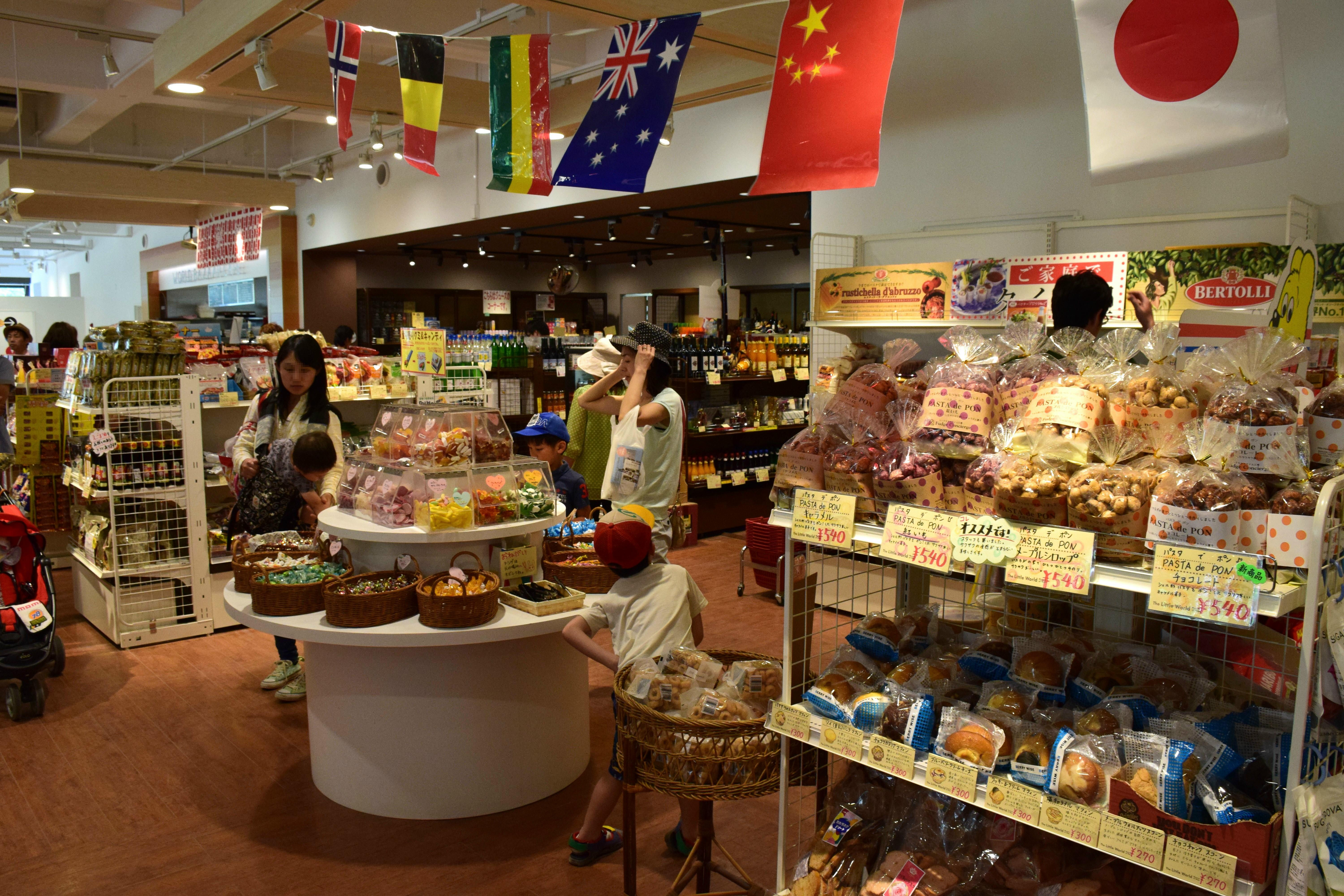
リトルワールドバザール